# Вулиці Житомира
Список вулиць і площ Житомира. У місті налічується близько 877 вулиць, провулків, проїздів, проспектів, бульварів, майданів та узвозів.

### 0—9
| Назва | Тип              | Документ, що підтверджує назву | Місцевість | Колишні назви | Примітки |
| ----- | ---------------- | ------------------------------ | ---------- | ------------- | -------- |
| 82 км | залізничний пост | [ 2 ]                          |            |               |          |

### А
| Назва                   | Тип      | Документ, що підтверджує назву | Місцевість                   | Колишні назви          | Примітки                                         |
| ----------------------- | -------- | ------------------------------ | ---------------------------- | ---------------------- | ------------------------------------------------ |
| Авіаторів               | вулиця   | [ 2 ]                          | Смоківка                     |                        |                                                  |
| Автомобільний           | проїзд   | [ 2 ]                          | Північний промвузол (Крошня) |                        |                                                  |
| Агрономічна             | вулиця   | [ 2 ]                          | Довжик                       |                        |                                                  |
| Альбрехта               | провулок | [ 2 ]                          | Крошня                       |                        |                                                  |
| Професора Амалицького   | проїзд   | [ 2 ]                          | Видумка                      |                        |                                                  |
| Антона Анджейовського   | провулок | [ 4 ]                          | Завокзальний                 | 1-й провулок Матросова |                                                  |
| Андріївська             | вулиця   | [ 2 ]                          | Крошня                       |                        | Названа на честь села Андріївка (зараз Сонячне). |
| Андріївський            | проїзд   | [ 2 ]                          | Крошня                       |                        |                                                  |
| 1-й Андріївський        | провулок | [ 2 ]                          | Крошня                       | вулиця Миру            |                                                  |
| Андріївський узвіз      | провулок | [ 2 ]                          | Павликівка                   | Андріївський провулок  |                                                  |
| Професора Антоновича    | вулиця   | [ 2 ]                          | Видумка — Соколова Гора      |                        |                                                  |
| Артільний               | провулок | [ 2 ]                          | Рудня                        | провулок Рихальського  |                                                  |
| Археологічна            | вулиця   | [ 2 ]                          | Видумка — Соколова Гора      |                        |                                                  |
| Археологічний           | проїзд   | [ 2 ]                          | Видумка — Соколова Гора      |                        |                                                  |
| Професора Арциховського | проїзд   | [ 2 ]                          | Смоківка — Затишшя           |                        |                                                  |
| Аршенєвських            | провулок | [ 5 ]                          | Сінний Ринок                 | 4-й провулок Щорса     |                                                  |

### Б
| Назва                       | Тип        | Документ, що підтверджує назву | Місцевість                      | Колишні назви | Примітки |
| --------------------------- | ---------- | ------------------------------ | ------------------------------- | --- | -------- |
| Івана Багряного             | провулок   | [ 5 ]                          | Мальованка                      | 3-й провулок Чкалова, провулок Андрія Шептицького (назва проєктна) |          |
| Бальзаківська               | вулиця     | [ 2 ]                          | Смолянка                        | Жовтневий провулок |          |
| Степана Бандери             | вулиця     | [ 5 ]                          | Центр                           | Іванівська вулиця, вулиця Котляревського (назва не закріпилася), вулиця Чапаєва, вулиця Зодчих (назва проєктна) |          |
| Баранівський                | провулок   | [ 2 ]                          | Мальованка — Закам'янка         | 2-й Піонерський провулок |          |
| Христофора Барановського    | провулок   | [ 5 ]                          | Мальованка                      | 10-й Піонерський провулок |          |
| Барашівська                 | вулиця     | [ 2 ]                          | Мальованка                      | Заріченська вулиця, Барашівський провулок (частина), Зарічна вулиця, вулиця Левченка (частина) |          |
| 1-й Барашівський            | провулок   | [ 2 ]                          | Мальованка                      | |          |
| 2-й Барашівський            | провулок   | [ 2 ]                          | Мальованка                      | |          |
| Барвистий                   | провулок   | [ 7 ]                          | Крошня                          | |          |
| Басейна                     | вулиця     | [ 2 ]                          | Центр — Замкова Гора            | Дівоча вулиця, Басейний провулок |          |
| Бджолиний                   | провулок   | [ 2 ]                          | Привокзальний                   | Глухий провулок |          |
| Велика Бердичівська         | вулиця     | [ 2 ]                          | Центр, Путятинка, Смолянка      | Великий Станишівський шлях, Українська вулиця, вулиця Петлюри (назва не закріпилася), вулиця Квітки-Основ'яненка (назва не закріпилася), вулиця Карла Маркса, вулиця Гімлера, Головна вулиця, вулиця Липки (частина), вулиця Перша Смолянка (частина), вулиця Друга Смолянка (частина) |          |
| Мала Бердичівська           | вулиця     | [ 2 ]                          | Центр                           | Бердичівська вулиця, Комсомольська вулиця |          |
| Бердичівське                | шосе       | [ 2 ]                          |                                 | |          |
| Бердичівський               | проїзд     | [ 2 ]                          | Путятинка                       | 2-й Базарний провулок |          |
| 1-й Бердичівський           | провулок   | [ 2 ]                          | Путятинка                       | Бердичівський провулок |          |
| 2-й Бердичівський           | провулок   | [ 2 ]                          | Путятинка                       | Базарний провулок, Першотравневий провулок |          |
| Берегова                    | вулиця     | [ 9 ]                          | Соколова Гора                   | вулиця Радіщева, вулиця Івана Білика |          |
| Береговий                   | провулок   | [ 2 ]                          | Центр                           | |          |
| Березівська                 | вулиця     | [ 2 ]                          | Мальованка                      | Північна вулиця (назва проєктна), вулиця Фурманова |          |
| 1-й Березівський            | провулок   | [ 2 ]                          | Мальованка                      | |          |
| 3-й Березівський            | провулок   | [ 2 ]                          | Мальованка                      | |          |
| 4-й Березівський            | провулок   | [ 2 ]                          | Мальованка                      | |          |
| 5-й Березівський            | провулок   | [ 2 ]                          | Мальованка                      | |          |
| 7-й Березівський            | провулок   | [ 2 ]                          | Мальованка                      | |          |
| Бєльського                  | проїзд     | [ 10 ]                         | Видумка — Соколова Гора         | |          |
| Івана Білика                | вулиця     | [ 2 ]                          | Крошня                          | |          |
| Олександра Білімовича       | провулок   | [ 4 ]                          | Завокзальний                    | 2-й провулок Матросова |          |
| Біологічний                 | проїзд     | [ 11 ]                         |                                 | |          |
| Бічний                      | провулок   | [ 2 ]                          | Смолянка                        | |          |
| Лікаря Бланка               | провулок   | [ 2 ]                          | Мальованка                      | |          |
| Богуна                      | провулок   | [ 2 ]                          | Крошня                          | |          |
| Івана Богуна                | проїзд     | [ 2 ]                          | Корбутівка                      | |          |
| Богунська                   | вулиця     | [ 2 ]                          | Видумка — Соколова Гора         | Старовільське шосе, Вільсько-Шосейна вулиця, Вільсько-Шосейний об'їзд, Вільсько-Шосейний проїзд, вулиця Свободи |          |
| 1-й Богунський              | провулок   | [ 2 ]                          | Видумка — Соколова Гора         | |          |
| 1-й Богунський              | проїзд     | [ 2 ]                          | Богунія                         | |          |
| 2-й Богунський              | провулок   | [ 2 ]                          | Видумка — Соколова Гора         | Богунський об'їзд |          |
| 2-й Богунський              | проїзд     | [ 2 ]                          | Богунія                         | 2-й Санаторний провулок |          |
| 3-й Богунський              | проїзд     | [ 2 ]                          | Богунія                         | |          |
| 4-й Богунський              | проїзд     | [ 2 ]                          | Богунія                         | |          |
| 5-й Богунський              | проїзд     | [ 2 ]                          | Богунія                         | |          |
| Петра Болбочана             | провулок   | [ 5 ]                          | Мальованка                      | 1-й провулок Островського |          |
| Болгарська                  | вулиця     | [ 2 ]                          | Північний                       | вулиця Яна Гамарника |          |
| Бондарна                    | вулиця     | [ 2 ]                          | Богунія                         | |          |
| Бондарний                   | провулок   | [ 2 ]                          | Богунія                         | |          |
| Бондарний                   | проїзд     | [ 2 ]                          | Богунія                         | |          |
| Будинки Офіцерського Складу | мікрорайон | [ 2 ]                          | Богунія                         | |          |
| Ботанічний                  | проїзд     | [ 2 ]                          | Крошня                          | |          |
| Брасюка                     | провулок   | [ 2 ]                          | Мар'янівка                      | |          |
| Бруховського                | проїзд     | [ 2 ]                          | Крошня                          | |          |
| Будівельна                  | вулиця     | [ 2 ]                          | Крошня                          | |          |
| Будівельний                 | провулок   | [ 2 ]                          | Сінний Ринок                    | Осецький шлях, Будівельний провулок, Залишений провулок, Дзеркальний провулок, провулок імені Осецького, 2-й Будівельний провулок |          |
| Будівельників               | вулиця     | [ 2 ]                          | Смоківка                        | |          |
| Бузковий                    | проїзд     | [ 2 ]                          | Мальованка — Закам'янка         | |          |
| Булгаківський               | проїзд     | [ 13 ]                         | Богунія                         | |          |
| Тараса Бульби-Боровця       | вулиця     | [ 5 ]                          | Крошня, Видумка — Соколова Гора | Соколовська вулиця, вулиця Маршала Рибалка, вулиця Бульби-Боровця (назва проєктна) |          |
| Бялика                      | вулиця     | [ 2 ]                          | Видумка — Соколова Гора         | 3-й провулок Дружби, 1-й провулок Свердлова |          |

### В
| Назва                 | Тип      | Документ, що підтверджує назву | Місцевість                         | Колишні назви                                                              | Примітки                                         |
| --------------------- | -------- | ------------------------------ | ---------------------------------- | -------------------------------------------------------------------------- | ------------------------------------------------ |
| Вацківський           | провулок | [ 2 ]                          | Привокзальний                      | Вацківська дорога, Калино-Вацківський провулок                             | Названий на честь села Вацків (зараз Глибочиця). |
| Академіка Векслера    | вулиця   | [ 2 ]                          | Привокзальний — Путятинка          | Радянська вулиця                                                           |                                                  |
| Миколи Величківського | провулок | [ 5 ]                          | Богунія                            | 2-й Червоноармійський провулок                                             |                                                  |
| Михайла Вербицького   | провулок | [ 15 ]                         | Путятинка                          | 4-й Першотравневий провулок, провулок Миколи Вербицького (назва проєктна)  |                                                  |
| Вересівський Шлях     | вулиця   | [ 2 ]                          | Смоківка                           |                                                                            |                                                  |
| Вересовий             | проїзд   | [ 16 ]                         | Смоківка — Мар'янівка              | Вересковий проїзд                                                          |                                                  |
| Веселий               | провулок | [ 2 ]                          | Центр                              | Комерційний провулок                                                       |                                                  |
| Весняний              | провулок | [ 2 ]                          | Мальованка                         |                                                                            |                                                  |
| Взуттєвий             | провулок | [ 2 ]                          | Мальованка                         |                                                                            |                                                  |
| 2-й Взуттєвий         | провулок |                                | Мальованка                         |                                                                            |                                                  |
| Гетьмана Виговського  | вулиця   | [ 2 ]                          | Крошня                             |                                                                            |                                                  |
| Видумка               | вулиця   | [ 2 ]                          | Видумка — Соколова Гора            | вулиця Дружби, 5-й провулок Максютова                                      |                                                  |
| Визволення            | майдан   | [ 2 ]                          | північно-західна частина міста     |                                                                            |                                                  |
| Винниченка            | вулиця   | [ 2 ]                          | Довжик                             |                                                                            |                                                  |
| Винниченка            | проїзд   | [ 2 ]                          | Довжик                             |                                                                            |                                                  |
| Виноградний           | провулок | [ 2 ]                          | Привокзальний — Путятинка          | провулок Казимірського, Виноградний проїзд                                 |                                                  |
| Винокурний            | проїзд   | [ 2 ]                          | Хмільники                          |                                                                            |                                                  |
| 1-й Винокурний        | провулок | [ 10 ]                         | Рудня, Хмільники                   | Винокурений провулок, провулок Винокурений Завод                           |                                                  |
| 2-й Винокурний        | провулок | [ 2 ]                          | Хмільники                          |                                                                            |                                                  |
| 4-й Винокурний        | провулок | [ 2 ]                          | Хмільники                          |                                                                            |                                                  |
| Виробничий            | провулок | [ 2 ]                          | Рудня                              |                                                                            |                                                  |
| 1-й Вишневий          | провулок | [ 2 ]                          | Мальованка                         |                                                                            |                                                  |
| 2-й Вишневий          | провулок | [ 2 ]                          | Мальованка                         |                                                                            |                                                  |
| 3-й Вишневий          | провулок | [ 2 ]                          | Мальованка                         |                                                                            |                                                  |
| 4-й Вишневий          | провулок | [ 2 ]                          | Мальованка                         |                                                                            |                                                  |
| 5-й Вишневий          | провулок | [ 2 ]                          | Мальованка                         |                                                                            |                                                  |
| 6-й Вишневий          | провулок | [ 2 ]                          | Мальованка                         |                                                                            |                                                  |
| Остапа Вишні          | провулок | [ 2 ]                          | Мальованка                         |                                                                            |                                                  |
| 1-й Вільський         | провулок | [ 2 ]                          | Центр                              | провулок Дорфмана                                                          |                                                  |
| 2-й Вільський         | провулок | [ 17 ]                         |                                    |                                                                            |                                                  |
| 3-й Вільський         | провулок | [ 2 ]                          | північно-західна частина міста     | Шляховий (Дорожній) провулок                                               |                                                  |
| 4-й Вільський         | провулок | [ 2 ]                          | північно-західна частина міста     | провулок Бевензе, провулок Побєжимова, 2-й Вільський провулок              |                                                  |
| Вільський Шлях        | вулиця   | [ 18 ]                         | Видумка — Соколова Гора            | вулиця Максютова                                                           |                                                  |
| Вінницька             | вулиця   | [ 2 ]                          | Смолянка                           | Жовтневий провулок, Жовтнева вулиця, вулиця 25 Жовтня                      |                                                  |
| Скульптора Вітрика    | провулок | [ 5 ]                          | Мальованка                         | 5-й Піонерський провулок                                                   |                                                  |
| Вітрука               | вулиця   | [ 2 ]                          | Привокзальний — Путятинка, [[Мкрор | дорога на Смолянку, хутір Леніна, Польова вулиця                           |                                                  |
| Водопровідний         | провулок | [ 2 ]                          | Павликівка                         | 2-й Безназваний провулок, 2-й Водопровідний провулок                       |                                                  |
| Костя Возного         | провулок | [ 4 ]                          | Путятинка                          | 2-й провулок Льва Толстого                                                 |                                                  |
| Вокзальна             | вулиця   | [ 2 ]                          | Привокзальний                      | 1-а Привокзальна вулиця                                                    |                                                  |
| Вокзальний            | провулок | [ 2 ]                          | Привокзальний                      |                                                                            |                                                  |
| Волинський            | бульвар  | [ 2 ]                          | Крошня                             |                                                                            |                                                  |
| Волинський            | майдан   | [ 2 ]                          | Крошня                             |                                                                            |                                                  |
| Володимирська         | вулиця   | [ 18 ]                         | Центр — Охрімова Гора              | вулиця Маяковського                                                        |                                                  |
| Волонтерів            | провулок | [ 18 ]                         | Сінний Ринок                       | 2-й Московський провулок, провулок Норильських Повстанців (назва проєктна) |                                                  |
| Волошковий            | проїзд   | [ 2 ]                          | Смоківка — Мар'янівка              |                                                                            |                                                  |
| Юрія Вороного         | вулиця   | [ 19 ]                         | Путятинка                          | Госпітальна вулиця, вулиця Гагаріна                                        |                                                  |
| Вузький               | провулок | [ 2 ]                          | Видумка — Соколова Гора            | вулиця Свободи                                                             |                                                  |
| Вчених                | проїзд   | [ 2 ]                          | Довжик                             |                                                                            |                                                  |

### Г
| Назва                | Тип      | Документ, що підтверджує назву | Місцевість                    | Колишні назви | Примітки |
| -------------------- | -------- | ------------------------------ | ----------------------------- | --- | -------- |
| Гайдамацька          | вулиця   | [ 2 ]                          | Крошня                        | |          |
| Галанчикової         | провулок | [ 2 ]                          | Північний                     | |          |
| Галицький            | проїзд   | [ 16 ]                         | Смоківка — Мар'янівка         | Галичський проїзд |          |
| Галовий              | провулок | [ 2 ]                          | Мальованка — Закам'янка       | |          |
| Гамченка             | проїзд   | [ 2 ]                          | Мальованка — Закам'янка       | |          |
| Родини Гамченків     | вулиця   | [ 5 ]                          | Мальованка                    | 2-й провулок Островського |          |
| Евеліни Ганської     | провулок | [ 10 ]                         | Мальованка                    | |          |
| Гаражна              | вулиця   | [ 2 ]                          | Видумка — Соколова Гора       | |          |
| Кароля Гейнча        | проїзд   | [ 2 ]                          | Привокзальний                 | провулок Чапаєва, Хінчанський тупик |          |
| Героїв Базару        | вулиця   | [ 18 ]                         | Богунія                       | Лісова (Лісна) вулиця, вулиця Красовського |          |
| Героїв Десантників   | вулиця   | [ 5 ]                          |                               | Мирний провулок, вулиця Маршала Жукова |          |
| Героїв Крут          | вулиця   | [ 18 ]                         | Путятинка                     | вулиця Леваневського, Дмитрівська вулиця (назва проєктна) |          |
| Героїв Пожежників    | вулиця   | [ 16 ]                         | Закам'янка, Мальованка        | Ровенська вулиця, вулиця Фурманова, вулиця Героїв Пожежних |          |
| Героїв Чорнобиля     | вулиця   | [ 2 ]                          | Крошня                        | |          |
| Гідропарк            | —        | [ 2 ]                          |                               | |          |
| Володимира Гнатюка   | вулиця   | [ 19 ]                         | Путятинка                     | Ковальська вулиця, вулиця Льва Толстого |          |
| Гоголівська          | вулиця   | [ 2 ]                          | Центр, Привокзальний          | Миловська вулиця, Саратовська вулиця, 3-я Привокзальна вулиця, Селянська вулиця |          |
| 1-й Гоголівський     | провулок | [ 2 ]                          | Привокзальний — Путятинка     | Старо-Гоголівська вулиця |          |
| 2-й Гоголівський     | провулок | [ 2 ]                          | Привокзальний — Путятинка     | |          |
| 3-й Гоголівський     | провулок | [ 2 ]                          | Привокзальний — Путятинка     | |          |
| Гомельський          | провулок | [ 5 ]                          | Крошня                        | 1-й провулок Кірова |          |
| Івана Гонти          | вулиця   | [ 2 ]                          | Смолянка, Станишівський Поруб | вулиця Леніна, вулиця Станишівський Поруб, вулиця Карла Маркса |          |
| Івана Гонти          | провулок | [ 2 ]                          | Смолянка                      | |          |
| Гончарна             | вулиця   | [ 2 ]                          | Центр                         | Гончарська вулиця |          |
| Гончарний            | провулок | [ 2 ]                          | Центр                         | Новогончарний провулок |          |
| Горіховий            | проїзд   | [ 2 ]                          | Крошня                        | |          |
| Городній             | провулок | [ 2 ]                          | Смолянка                      | |          |
| 1-й Госпітальний     | провулок | [ 2 ]                          | Путятинка                     | Госпітальний провулок |          |
| 2-й Госпітальний     | провулок | [ 2 ]                          | Путятинка                     | Костельний провулок |          |
| 3-й Госпітальний     | провулок | [ 2 ]                          | Путятинка                     | Тюремний провулок |          |
| Гранітна             | вулиця   | [ 2 ]                          | Крошня                        | |          |
| 2-й Гранітний        | провулок | [ 2 ]                          | Мальованка — Закам'янка       | Алєксєєвська вулиця (назва проєктна) |          |
| Грибний              | провулок | [ 2 ]                          | Соколова Гора                 | |          |
| Грибний              | проїзд   | [ 2 ]                          | Соколова Гора                 | |          |
| Професора Грищука    | провулок | [ 18 ]                         | Центр                         | 1-й провулок Леваневського |          |
| Михайла Грушевського | вулиця   | [ 5 ]                          | Центр, Привокзальний          | Мала Київська вулиця, Іларіонівська вулиця, вулиця Грінченка (назва не закріпилася), вулиця Котовського, Залізничний провулок (частина), вулиця Героїв села Базар (назва проєктна) |          |
| Гуйвинський          | провулок | [ 2 ]                          | Корбутівка — Стара Рудня      | 2-й провулок Хутора Корбутівка, 2-й Корбутівський провулок |          |

### Д
| Назва                    | Тип      | Документ, що підтверджує назву | Місцевість                    | Колишні назви | Примітки                                                |
| ------------------------ | -------- | ------------------------------ | ----------------------------- | --- | ------------------------------------------------------- |
| Давидівський             | провулок | [ 2 ]                          | Нова Рудня                    | провулок Нова Рудня |                                                         |
| 1-й Далекий              | провулок | [ 2 ]                          | Завокзальний                  | |                                                         |
| 2-й Далекий              | провулок | [ 2 ]                          | Завокзальний                  | |                                                         |
| 3-й Далекий              | провулок | [ 2 ]                          | Завокзальний                  | |                                                         |
| 4-й Далекий              | провулок | [ 2 ]                          | Завокзальний                  | |                                                         |
| 5-й Далекий              | провулок | [ 2 ]                          | Завокзальний                  | |                                                         |
| Дачна                    | вулиця   | [ 2 ]                          | Рудня                         | |                                                         |
| 1-й Дачний               | провулок | [ 2 ]                          | Рудня                         | |                                                         |
| 2-й Дачний               | провулок | [ 2 ]                          | Рудня                         | |                                                         |
| 4-й Дачний               | провулок | [ 2 ]                          | Рудня                         | |                                                         |
| 5-й Дачний               | провулок | [ 2 ]                          | Рудня                         | |                                                         |
| 6-й Дачний               | провулок | [ 2 ]                          | Рудня                         | |                                                         |
| 8-й Дачний               | провулок | [ 2 ]                          | Рудня                         | |                                                         |
| 9-й Дачний               | провулок | [ 2 ]                          | Рудня                         | |                                                         |
| 10-й Дачний              | провулок | [ 2 ]                          | Рудня                         | |                                                         |
| 11-й Дачний              | провулок | [ 2 ]                          | Рудня                         | |                                                         |
| Академіка Дашкевича      | вулиця   | [ 2 ]                          | Північний                     | вулиця Яна Гамарника |                                                         |
| Декабристів              | майдан   | [ 2 ]                          | Мальованка                    | Приходський майдан (назва проєктна), Ярмарково-Мальованський майдан, Дров'яний майдан | Виключено з переліку топонімічних об'єктів в 2023 році. |
| Денишівська              | вулиця   | [ 2 ]                          | Мальованка                    | |                                                         |
| Деревообробний           | провулок | [ 2 ]                          | Привокзальний                 | Радомишльська дорога, Бржостовський провулок |                                                         |
| Джерельний               | провулок | [ 2 ]                          | Мальованка — Закам'янка       | |                                                         |
| Дібровна                 | вулиця   | [ 2 ]                          | Мальованка                    | Лісний провулок, Барашівський провулок |                                                         |
| Вацлава Длоуги           | вулиця   | [ 2 ]                          | Крошня                        | |                                                         |
| Дмитрівська              | вулиця   | [ 2 ]                          | Центр                         | вулиця Леваневського |                                                         |
| Добровольчих батальйонів | вулиця   | [ 18 ]                         | Привокзальний — Путятинка     | Перша Партизанська вулиця, вулиця Волинської Повстанської Армії (назва проєктна), вулиця Поліська Січ (назва проєктна) |                                                         |
| Довженка                 | вулиця   | [ 2 ]                          | Путятинка, Російська Слобідка | Провіантська вулиця, вулиця Косенка (назва не закріпилася), вулиця Російська Слобідка |                                                         |
| Домбровського            | вулиця   | [ 2 ]                          | Сінний Ринок, Північний       | Сінна вулиця, вулиця Сагайдачного (назва не закріпилася) |                                                         |
| Дмитра Донцова           | вулиця   | [ 18 ]                         | Центр                         | Тісна вулиця, Глиняна вулиця, Кривий провулок, провулок Щастного, Малочуднівська вулиця, Театральна вулиця, вулиця Куліша (назва не закріпилася), вулиця Заньковецької (назва не закріпилася), вулиця Максютова (назва не закріпилася), вулиця Лазо, вулиця Адмірала Щастного |                                                         |
| Дружби                   | вулиця   | [ 2 ]                          | Крошня                        | |                                                         |
| 1-й Дружби               | провулок | [ 2 ]                          | Крошня                        | Будівельна вулиця |                                                         |
| 2-й Дружби               | провулок | [ 2 ]                          | Крошня                        | Будівельний провулок |                                                         |
| Друкарський              | провулок | [ 5 ]                          | Хмільники                     | 2-й Колгоспний провулок |                                                         |
| Дубенський               | провулок | [ 4 ]                          |                               | 1-й провулок Чехова |                                                         |

### Е
| Назва             | Тип      | Документ, що підтверджує назву | Місцевість              | Колишні назви                     | Примітки |
| ----------------- | -------- | ------------------------------ | ----------------------- | --------------------------------- | -------- |
| Енергетичний      | провулок | [ 2 ]                          | Східний мікрорайон      | Круглий провулок, Крутий провулок |          |
| Єлизавети Епштейн | провулок | [ 4 ]                          | Видумка — Соколова Гора | провулок Склянського              |          |

### Є
| Назва         | Тип      | Документ, що підтверджує назву | Місцевість | Колишні назви | Примітки |
| ------------- | -------- | ------------------------------ | ---------- | ------------- | -------- |
| Ємільчинський | провулок | [ 2 ]                          | Довжик     |               |          |
| Європейський  | майдан   | [ 22 ]                         |            |               |          |

### Ж
| Назва                | Тип      | Документ, що підтверджує назву | Місцевість | Колишні назви                                                                     | Примітки                                                                                          |
| -------------------- | -------- | ------------------------------ | ---------- | --------------------------------------------------------------------------------- | ------------------------------------------------------------------------------------------------- |
| Живичний             | провулок | [ 2 ]                          | Рудня      |                                                                                   |                                                                                                   |
| Священика Жилюка     | провулок | [ 23 ]                         |            | 6-й провулок Щорса, провулок Іоана Жилюка (назва проєктна)                        | Названий помилково внаслідок застарілого правопису. Правильна назва провулку — Священника Жилюка. |
| 1-й Житній           | провулок | [ 2 ]                          | Центр      | 1-й Хлібний провулок, 3-й Хлібний провулок                                        |                                                                                                   |
| 2-й Житній           | провулок | [ 2 ]                          | Центр      |                                                                                   |                                                                                                   |
| Житній Базар         | вулиця   | [ 2 ]                          | Центр      |                                                                                   |                                                                                                   |
| Житній Ринок         | майдан   | [ 10 ]                         | Центр      |                                                                                   |                                                                                                   |
| Жоржиновий           | провулок | [ 2 ]                          | Мальованка | Барашівський провулок                                                             |                                                                                                   |
| Жуйка                | вулиця   | [ 2 ]                          | Смолянка   | Бердичівське шосе                                                                 |                                                                                                   |
| Генерала Жуковського | провулок | [ 5 ]                          | Богунія    | 1-й Червоноармійський провулок, провулок Костянтина Прісовського (назва проєктна) |                                                                                                   |

### З
| Назва               | Тип       | Документ, що підтверджує назву | Місцевість                       | Колишні назви                                                                                     | Примітки |
| ------------------- | --------- | ------------------------------ | -------------------------------- | ------------------------------------------------------------------------------------------------- | --- |
| Майора Заброцького  | вулиця    | [ 13 ]                         | Богунія                          |                                                                                                   | Капітан Заброцький Вадим Йосипович, заступник начальника штабу аеромобільно-десантного батальйону 95 окремої аеромобільної бригади Високомобільних десантних військ ЗС України. Загинув у бою на околицях села Маячка, поблизу Краматорська 13 травня 2014 року. |
| Заводська           | вулиця    | [ 2 ]                          | Хінчанка                         | Левківський об'їзд                                                                                | |
| 1-й Заводський      | провулок  | [ 10 ]                         | Крошня                           | 2-й Гранітний провулок                                                                            | |
| 1-й Завокзальний    | провулок  | [ 2 ]                          | Завокзальний                     | 4-а Привокзальна лінія                                                                            | |
| 2-й Завокзальний    | провулок  | [ 2 ]                          | Завокзальний                     |                                                                                                   | |
| Якова Зайка         | вулиця    | [ 5 ]                          | Мар'янівка                       | Мар'янівський провулок, Мар'янівська вулиця, вулиця Бугайченка, Шипшинова вулиця (назва проєктна) | |
| Закам'янська        | вулиця    | [ 2 ]                          | Мальованка — Закам'янка          | 2-а Млинова вулиця, Червоногвардійська вулиця                                                     | |
| Закам'янський       | провулок  | [ 5 ]                          | Мальованка — Закам'янка          | 2-й Пролетарський провулок, Павликівський провулок (назва проєктна)                               | |
| Залізнична          | вулиця    | [ 2 ]                          | Завокзальний                     | 8-а Привокзальна лінія, Зелена вулиця                                                             | |
| 1-й Залізничний     | провулок  | [ 2 ]                          | Завокзальний                     |                                                                                                   | |
| Максима Залізняка   | провулок  | [ 5 ]                          | Мальованка — Закам'янка          | 1-й Пролетарський провулок                                                                        | |
| Замкова             | вулиця    | [ 2 ]                          | Центр — Замкова Гора             | Замковий провулок                                                                                 | |
| Замковий            | майдан    | [ 2 ]                          | Центр — Замкова Гора             | Кафедральний майдан                                                                               | |
| Марії Заньковецької | провулок  | [ 15 ]                         | Путятинка                        | 2-й Першотравневий провулок                                                                       | |
| Зарембського        | майдан    | [ 2 ]                          | Хмільники                        |                                                                                                   | |
| Зарічна             | вулиця    | [ 2 ]                          | Зарічани                         |                                                                                                   | |
| Затишний            | проїзд    | [ 2 ]                          | Смоківка — Мар'янівка            |                                                                                                   | |
| Захисників України  | вулиця    | [ 9 ]                          | Хмільники                        | вулиця Маликова, вулиця Сурина Гора                                                               | Існувала помилкова назва вулиці — Малікова. |
| Західна             | вулиця    | [ 2 ]                          | Закам'янка, Мальованка           |                                                                                                   | |
| Західне             | шосе      | [ 2 ]                          | Корбутівка, Рудня, хутір Вітовка |                                                                                                   | |
| 1-й Західний        | провулок  | [ 2 ]                          | Мальованка — Закам'янка          | Західний провулок                                                                                 | |
| 2-й Західний        | провулок  | [ 2 ]                          | Мальованка — Закам'янка          | Ровенський провулок                                                                               | |
| 3-й Західний        | провулок  | [ 2 ]                          | Мальованка                       | провулок Байдукова                                                                                | |
| 4-й Західний        | провулок  | [ 2 ]                          | Мальованка                       |                                                                                                   | |
| 5-й Західний        | провулок  | [ 2 ]                          | Мальованка                       |                                                                                                   | |
| 6-й Західний        | провулок  | [ 2 ]                          | Мальованка                       |                                                                                                   | |
| 7-й Західний        | провулок  | [ 2 ]                          | Мальованка                       |                                                                                                   | |
| Зв'язківців         | вулиця    | [ 2 ]                          | Мальованка                       |                                                                                                   | |
| Звягельська         | вулиця    | [ 2 ]                          | Крошня                           | Залізнична вулиця, вулиця Кірова                                                                  | |
| Згоди               | майдан    | [ 2 ]                          | Привокзальний                    |                                                                                                   | Названий на честь майдану в Парижі, де під час повстання комунарів загинув генерал Паризької комуни Ярослав Домбровський — Place de la Concorde. |
| Зелена              | вулиця    | [ 2 ]                          | Богунія                          |                                                                                                   | |
| Зелена              | набережна | [ 13 ]                         | Богунія                          |                                                                                                   | |
| Зелена              | набережна | [ 2 ]                          | Крошня                           |                                                                                                   | |
| Зелена Брама        | провулок  | [ 4 ]                          | Привокзальний                    | провулок Попова                                                                                   | |
| 1-й Зелений         | провулок  | [ 2 ]                          | Богунія                          | Зелений провулок, Зелений проїзд                                                                  | |
| 2-й Зелений         | провулок  | [ 2 ]                          | Богунія                          |                                                                                                   | |
| 3-й Зелений         | провулок  | [ 2 ]                          | Богунія                          |                                                                                                   | |
| 4-й Зелений         | провулок  | [ 2 ]                          | Богунія                          |                                                                                                   | |
| Зелений Бір         | провулок  | [ 2 ]                          | Богунія                          | Пісочний провулок                                                                                 | |
| Зенітний            | провулок  | [ 2 ]                          | Північний                        |                                                                                                   | |
| Зенітний            | проїзд    | [ 2 ]                          | Північний                        |                                                                                                   | |
| Зоряна              | вулиця    | [ 2 ]                          | Крошня                           |                                                                                                   | |
| Зручний             | проїзд    | [ 2 ]                          | Привокзальний                    |                                                                                                   | |

### І
| Назва               | Тип      | Документ, що підтверджує назву | Місцевість                   | Колишні назви          | Примітки |
| ------------------- | -------- | ------------------------------ | ---------------------------- | ---------------------- | -------- |
| Іванівський         | провулок | [ 2 ]                          | Довжик                       |                        |          |
| Іванівський         | проїзд   | [ 2 ]                          | Довжик                       |                        |          |
| Володимира Івасюка  | провулок | [ 4 ]                          |                              | 2-й провулок Тургєнєва |          |
| Іллінських          | проїзд   | [ 13 ]                         | Стара Рудня                  |                        |          |
| Августа Ільїнського | проїзд   | [ 5 ]                          | Мальованка                   | Піонерський проїзд     |          |
| Індустріальний      | проїзд   | [ 2 ]                          | Видумка — Соколова Гора      |                        |          |
| Інженерний          | проїзд   | [ 2 ]                          | Північний промвузол (Крошня) |                        |          |
| Інститутський       | проїзд   | [ 2 ]                          | Смоківка — Полісся           |                        |          |
| 1-й Іподромний      | провулок | [ 10 ]                         | Привокзальний                |                        |          |
| 2-й Іподромний      | провулок | [ 2 ]                          | Привокзальний                |                        |          |
| Іршанський          | провулок | [ 2 ]                          | Мар'янівка                   |                        |          |

### Й
| Назва                  | Тип    | Документ, що підтверджує назву | Місцевість | Колишні назви                                             | Примітки |
| ---------------------- | ------ | ------------------------------ | ---------- | --------------------------------------------------------- | -------- |
| Святого Йоана Павла II | вулиця | [ 5 ]                          | Мальованка | вулиця Островського, вулиця Івана Мазепи (назва проєктна) |          |

### К

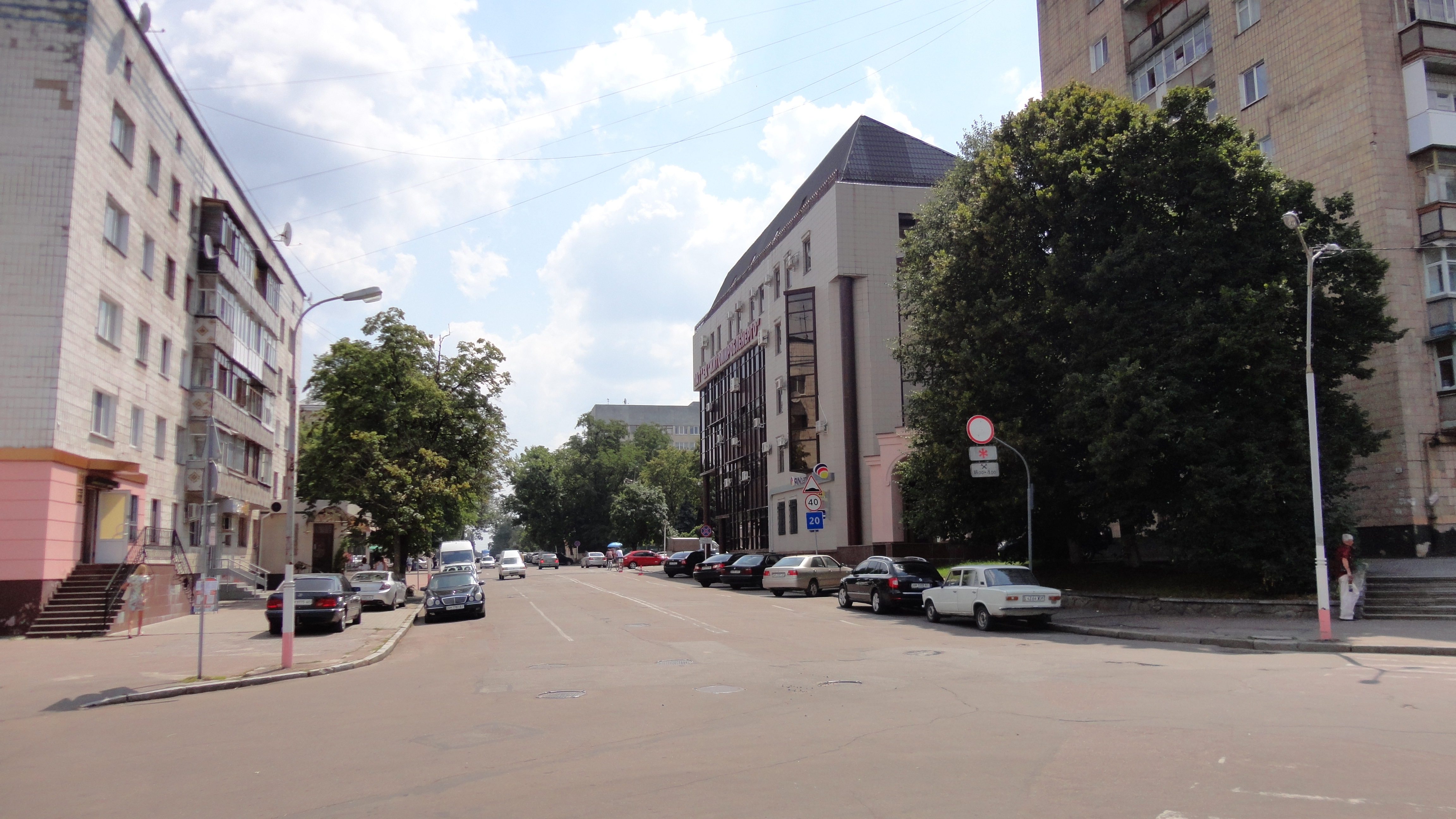
Вулиця Віктора Косенка

| Назва                   | Тип       | Документ, що підтверджує назву | Місцевість                                  | Колишні назви | Примітки                                  |
| ----------------------- | --------- | ------------------------------ | ------------------------------------------- | --- | ----------------------------------------- |
| Кавалерійський          | провулок  | [ 2 ]                          | Сінний Ринок                                | провулок Улановської, Уланський провулок, Кавалерійська вулиця, Кіннотний провулок |                                           |
| Калинова                | вулиця    | [ 2 ]                          | Крошня                                      | |                                           |
| Петра Калнишевського    | вулиця    | [ 5 ]                          | Крошня                                      | Жовтнева вулиця, вулиця Ворошилова |                                           |
| Кам'яний Узвіз          | провулок  | [ 10 ]                         | Мальованка                                  | 11-й Безназванний (Безпрозванний) провулок, провулок Кам'янський Спуск |                                           |
| Кам'янська              | вулиця    | [ 2 ]                          | Довжик                                      | |                                           |
| Кам'янська              | вулиця    | [ 5 ]                          | Соколова Гора                               | вулиця Басова |                                           |
| Кам'янський             | проїзд    | [ 2 ]                          | Мальованка                                  | |                                           |
| 1-й Кам'янський         | проїзд    | [ 2 ]                          | Довжик                                      | |                                           |
| 2-й Кам'янський         | проїзд    | [ 2 ]                          | Довжик                                      | |                                           |
| Художника Канцерова     | провулок  | [ 5 ]                          | Привокзальний                               | провулок Чапаєва |                                           |
| 1-й Капітульний         | провулок  | [ 5 ]                          | Сінний Ринок                                | 2-й провулок Щорса, Ветеринарний провулок (назва проєктна) |                                           |
| 2-й Капітульний         | провулок  | [ 5 ]                          | Сінний Ринок                                | 3-й провулок Щорса, Капітульний провулок (назва проєктна) |                                           |
| Миколи Капустянського   | провулок  | [ 5 ]                          |                                             | 4-й Червоноармійський провулок |                                           |
| 1-й Кар'єрний           | провулок  | [ 2 ]                          | майдан Визволення                           | Кар'єрний проїзд |                                           |
| 2-й Кар'єрний           | провулок  | [ 2 ]                          | майдан Визволення                           | |                                           |
| 3-й Кар'єрний           | провулок  | [ 2 ]                          | майдан Визволення                           | |                                           |
| Каракульна              | вулиця    | [ 2 ]                          | Хмільники                                   | |                                           |
| 1-й Каракульний         | провулок  | [ 2 ]                          | Хмільники                                   | Каракульний провулок |                                           |
| 2-й Каракульний         | провулок  | [ 2 ]                          | Хмільники                                   | |                                           |
| 3-й Каракульний         | провулок  | [ 2 ]                          | Хмільники                                   | Каракульний проїзд |                                           |
| 4-й Каракульний         | провулок  | [ 2 ]                          | Хмільники                                   | Каракульний провулок |                                           |
| Каретний                | провулок  | [ 2 ]                          | Центр                                       | провулок Дрикаловича |                                           |
| Кармелюка               | вулиця    | [ 2 ]                          | Мальованка                                  | Семенівська вулиця | Існує помилкова назва вулиці — Кармалюка. |
| 1-й Кармелюка           | провулок  | [ 2 ]                          | Мальованка                                  | Заріченський провулок |                                           |
| 2-й Кармелюка           | провулок  | [ 2 ]                          | Мальованка                                  | проїзд Кармелюка |                                           |
| Карпенка-Карого         | провулок  | [ 5 ]                          | Центр                                       | 2-й провулок Мануїльського, провулок Івана Карпенка-Карого (назва проєктна) |                                           |
| Кафедральна             | вулиця    | [ 2 ]                          | Центр — Замкова Гора                        | Київська вулиця, Замкова вулиця, Кооперативна вулиця, вулиця Комарова |                                           |
| Каховська               | вулиця    | [ 2 ]                          | Мальованка                                  | Захарівська вулиця, вулиця Костанаєва |                                           |
| Каховський              | проїзд    | [ 2 ]                          | Мальованка                                  | |                                           |
| 1-й Каховський          | провулок  | [ 2 ]                          | Мальованка                                  | |                                           |
| 2-й Каховський          | провулок  | [ 2 ]                          | Мальованка                                  | |                                           |
| 3-й Каховський          | провулок  | [ 2 ]                          | Мальованка                                  | |                                           |
| 4-й Каховський          | провулок  | [ 2 ]                          | Мальованка                                  | провулок Кармелюка |                                           |
| Леха Качинського        | вулиця    | [ 5 ]                          | Центр                                       | дорога на Сінгури, Широка вулиця, Чуднівська вулиця, Велика Чуднівська вулиця, вулиця Гонти (назва не закріпилася), вулиця імені Повстання 5 Січня 1919 року, вулиця Січневого Повстання, вулиця Черняховського                 |                                           |
| Квітковий               | провулок  | [ 2 ]                          | Привокзальний — Путятинка                   | Садовий провулок, Кашперовський провулок |                                           |
| Кибальчича              | вулиця    | [ 2 ]                          | Східний мікрорайон                          | |                                           |
| Київська                | вулиця    | [ 2 ]                          | Центр, Привокзальний                        | Великий шлях на Вереси (Великий Вересівський шлях), дорога на село Вацьків, Велика дорога на Радомишль, Довга вулиця, Шосейна вулиця, Велика Київська вулиця, вулиця Леніна, вулиця Рейхенау                                    |                                           |
| Київське                | шосе      | [ 2 ]                          | Завокзальний, Мар'янівка, Смоківка, Полісся | вулиця Леніна |                                           |
| 1-й Київський           | провулок  | [ 2 ]                          | Привокзальний                               | провулок Лозицького, Київський провулок |                                           |
| 2-й Київський           | провулок  | [ 2 ]                          | Привокзальний                               | |                                           |
| 3-й Київський           | провулок  | [ 2 ]                          | Привокзальний                               | |                                           |
| 4-й Київський           | провулок  | [ 2 ]                          | Привокзальний                               | |                                           |
| Художника Кириченка     | провулок  | [ 18 ]                         | північна частина міста                      | 1-й провулок Ватутіна |                                           |
| Кирпоноса               | проїзд    | [ 2 ]                          | Видумка — Соколова Гора                     | |                                           |
| Кільцева                | вулиця    | [ 2 ]                          | Довжик                                      | |                                           |
| Кільцевий               | провулок  | [ 2 ]                          | Привокзальний                               | |                                           |
| Кленовий                | провулок  | [ 2 ]                          | Мальованка                                  | |                                           |
| Михайла Клименка        | провулок  | [ 5 ]                          | Мальованка                                  | 6-й Піонерський провулок |                                           |
| Олександра Клосовського | вулиця    | [ 10 ]                         | Хмільники                                   | провулок Котляревського |                                           |
| Кмитівський             | проїзд    | [ 2 ]                          | Смоківка — Мар'янівка                       | |                                           |
| Князів Острозьких       | вулиця    | [ 5 ]                          | Путятинка, Центр, Сінний Ринок              | Крошенська вулиця, вулиця Шелушкова |                                           |
| Князів Сангушків        | вулиця    | [ 4 ]                          | Стара Рудня                                 | Багратіонівська вулиця |                                           |
| 1-й Ковальський         | провулок  | [ 2 ]                          | Завокзальний                                | 1-й Кузнєчний провулок |                                           |
| 2-й Ковальський         | провулок  | [ 2 ]                          | Завокзальний                                | 2-й Кузнєчний провулок |                                           |
| Ковальський             | проїзд    | [ 16 ]                         | Завокзальний                                | Кузнєчний проїзд |                                           |
| Коденка                 | провулок  | [ 4 ]                          |                                             | 2-й провулок Чехова |                                           |
| Козацька                | вулиця    | [ 2 ]                          | Хмільники                                   | Прорізна вулиця |                                           |
| Козубського             | провулок  | [ 10 ]                         | Сінний Ринок                                | Північний провулок (назва не закріпилася), Світлий провулок |                                           |
| Козятинська             | вулиця    | [ 2 ]                          | Східний промвузол                           | Промисловий провулок |                                           |
| 1-й Колективний         | провулок  | [ 2 ]                          | Рудня                                       | провулок Савицького, Колективний провулок |                                           |
| 2-й Колективний         | провулок  | [ 2 ]                          | Рудня                                       | Колективний провулок |                                           |
| 3-й Колективний         | провулок  | [ 2 ]                          | Рудня                                       | Колективний проїзд |                                           |
| Павла Кольченка         | провулок  | [ 5 ]                          | Мальованка                                  | 7-й Піонерський провулок |                                           |
| Комерційна              | вулиця    | [ 2 ]                          | Станишівський Поруб                         | |                                           |
| Комунальний             | провулок  | [ 2 ]                          | східний район міста                         | 1-й Селецький провулок |                                           |
| Юрія Кондратюка         | проїзд    | [ 2 ]                          |                                             | проїзд Марини Поплавської (назва проєктна) |                                           |
| Євгена Коновальця       | вулиця    | [ 5 ]                          | Богунія                                     | вулиця Якубовського |                                           |
| Євгена Концевича        | вулиця    | [ 13 ]                         | Богунія                                     | |                                           |
| Кооперативна            | вулиця    | [ 2 ]                          | Східний промвузол                           | |                                           |
| Корабельна              | вулиця    | [ 2 ]                          | Богунія                                     | |                                           |
| Корбутівський           | провулок  | [ 2 ]                          | Корбутівка                                  | |                                           |
| Корецький               | провулок  | [ 5 ]                          | Мальованка                                  | 3-й провулок Фурманова |                                           |
| Короленка               | вулиця    | [ 2 ]                          | Центр, Рудня                                | дорога на Барашівку, Залізна вулиця, Руднянська (Рудненська, Руднявська) вулиця, Руднянська дорога, Цвинтарна вулиця, вулиця Степана Руданського (назва не закріпилася)                                                         |                                           |
| Короленка               | майдан    | [ 2 ]                          | Центр                                       | |                                           |
| 1-й Короленка           | провулок  | [ 2 ]                          | Рудня                                       | |                                           |
| 2-й Короленка           | провулок  | [ 2 ]                          | Рудня                                       | |                                           |
| 3-й Короленка           | провулок  | [ 2 ]                          | Рудня                                       | Руднянський провулок |                                           |
| Корольова               | вулиця    | [ 2 ]                          | Путятинка, Хінчанка, Східний промвузол      | Велика Московська стовпова дорога, дорога на Левків, Левківська вулиця, вулиця Десятиріччя Комітету Незаможних Селян (назва не закріпилася), Хлібна вулиця (назва не закріпилася), вулиця Друга Хінчанка, вулиця Олега Кошового |                                           |
| 1-й Корольова           | провулок  | [ 2 ]                          | Хінчанка                                    | селище Сьомого будтресту |                                           |
| ім. С. П. Корольова     | майдан    | [ 10 ]                         | Центр                                       | вулиця Міськради, майдан Міськради, Радянська площа, майдан Рад |                                           |
| Коростенське            | шосе      | [ 2 ]                          | Крошня                                      | |                                           |
| Коростишівська          | вулиця    | [ 2 ]                          | Смоківка — Мар'янівка, Затишшя              | 4-й Старокиївський провулок |                                           |
| Короткий                | провулок  | [ 4 ]                          | Мальованка — Закам'янка                     | провулок Рилєєва |                                           |
| Корчацький              | проїзд    | [ 2 ]                          | Стара Рудня                                 | |                                           |
| Косачів                 | провулок  | [ 2 ]                          | північна частина міста                      | вулиця Лесі Українки |                                           |
| Віктора Косенка         | вулиця    | [ 19 ]                         | Центр — Петровська Гора                     | Зелена вулиця, Жандармська вулиця, Старожандармська вулиця, Пушкінська вулиця |                                           |
| Космонавтів             | вулиця    | [ 2 ]                          | Східний мікрорайон                          | |                                           |
| Костельна               | вулиця    | [ 16 ]                         | Центр — Замкова Гора                        | Костьольна вулиця |                                           |
| Миколи Костриці         | провулок  | [ 4 ]                          | Путятинка                                   | 1-й провулок Льва Толстого |                                           |
| Котельникова            | провулок  | [ 2 ]                          | Північний                                   | |                                           |
| Котляревського          | вулиця    | [ 2 ]                          | північно-західна частина міста              | Ровенська вулиця (назва проєктна), Кокаричанський провулок, Старопоштовий провулок |                                           |
| Коцюбинського           | вулиця    | [ 2 ]                          | Центр                                       | Лютеранська вулиця |                                           |
| Івана Кочерги           | вулиця    | [ 2 ]                          | Центр                                       | Кушнірський провулок, Садова вулиця, вулиця Миколи Лисенка (назва не закріпилася), 1-а Шкільна вулиця, вулиця Мархлєвського, Московська вулиця                                                                                  |                                           |
| Професора Кравченка     | вулиця    | [ 5 ]                          | Центр — Петровська Гора                     | вулиця Петровського, вулиця Василя Кравченка (назва проєктна) |                                           |
| Крайній                 | провулок  | [ 2 ]                          | Завокзальний                                | |                                           |
| Крайній                 | проїзд    | [ 2 ]                          | Завокзальний                                | |                                           |
| Крашевського            | провулок  | [ 2 ]                          | Крошня                                      | |                                           |
| 1-й Кривий              | провулок  | [ 2 ]                          | Павликівка                                  | 4-й Безназванний провулок, провулок Брика, Горний провулок |                                           |
| 2-й Кривий              | провулок  | [ 2 ]                          | Павликівка                                  | 4-й Безназванний провулок |                                           |
| Кривий Брід             | вулиця    | [ 2 ]                          | Смолянка                                    | |                                           |
| Кривий Брід             | проїзд    | [ 2 ]                          | Смолянка                                    | |                                           |
| 1-й Кривий Брід         | провулок  | [ 2 ]                          | Смолянка                                    | |                                           |
| 2-й Кривий Брід         | провулок  | [ 2 ]                          | Смолянка                                    | |                                           |
| 3-й Кривий Брід         | провулок  | [ 2 ]                          | Смолянка                                    | |                                           |
| 4-й Кривий Брід         | провулок  | [ 2 ]                          | Смолянка                                    | |                                           |
| 5-й Кривий Брід         | провулок  | [ 2 ]                          | Смолянка                                    | |                                           |
| Кримський               | провулок  | [ 13 ]                         | Стара Рудня                                 | |                                           |
| Крошенська              | вулиця    | [ 2 ]                          |                                             | |                                           |
| Крошенська              | набережна | [ 2 ]                          |                                             | |                                           |
| 1-й Крошенський         | провулок  | [ 2 ]                          | Путятинка                                   | |                                           |
| 2-й Крошенський         | провулок  | [ 2 ]                          | Сінний Ринок                                | |                                           |
| 3-й Крошенський         | провулок  | [ 2 ]                          | Сінний Ринок                                | |                                           |
| 4-й Крошенський         | провулок  | [ 2 ]                          | Сінний Ринок                                | |                                           |
| 5-й Крошенський         | провулок  | [ 2 ]                          |                                             | |                                           |
| Льотчика Крутеня        | провулок  | [ 18 ]                         | Путятинка                                   | 2-й провулок Леваневського, провулок Ігоря Сікорського (назва проєктна) |                                           |
| Крутий                  | провулок  | [ 2 ]                          |                                             | |                                           |
| Соломії Крушельницької  | провулок  | [ 15 ]                         | Путятинка                                   | 3-й Першотравневий провулок |                                           |
| Михайла Кудрицького     | провулок  | [ 2 ]                          | Путятинка                                   | |                                           |
| Василя Кука             | провулок  | [ 5 ]                          | Мальованка                                  | 4-й провулок Чкалова, провулок Миколи Вороного (назва проєктна) |                                           |
| Сергія Кулжинського     | провулок  | [ 5 ]                          | Богунія                                     | 5-й Червоноармійський провулок |                                           |
| Культурний              | провулок  | [ 2 ]                          | Богунія                                     | |                                           |
| Купальна                | вулиця    | [ 2 ]                          | Центр                                       | |                                           |
| Курганний               | проїзд    | [ 2 ]                          | Соколова Гора                               | |                                           |
| 1-й Курганний           | провулок  | [ 2 ]                          | Соколова Гора                               | |                                           |
| 2-й Курганний           | провулок  | [ 2 ]                          | Соколова Гора                               | |                                           |
| 3-й Курганний           | провулок  | [ 2 ]                          | Соколова Гора                               | |                                           |

### Л
| Назва                        | Тип      | Документ, що підтверджує назву | Місцевість              | Колишні назви                                                              | Примітки |
| ---------------------------- | -------- | ------------------------------ | ----------------------- | -------------------------------------------------------------------------- | -------- |
| Лановий                      | проїзд   | [ 2 ]                          | Соколова Гора           |                                                                            |          |
| Софії Левицької              | провулок | [ 4 ]                          | Хмільники               | провулок Безименського                                                     |          |
| Левківське                   | шосе     | [ 2 ]                          |                         |                                                                            |          |
| Левківський                  | провулок | [ 2 ]                          | Путятинка               |                                                                            |          |
| Олени Левчанівської          | провулок | [ 5 ]                          | Мальованка — Закам'янка | 2-й Піонерський провулок                                                   |          |
| Миколи Леонтовича            | провулок | [ 15 ]                         | Центр                   | 1-й Першотравневий провулок                                                |          |
| 1-й Ливарний                 | провулок | [ 2 ]                          |                         |                                                                            |          |
| 2-й Ливарний                 | провулок | [ 2 ]                          |                         |                                                                            |          |
| В'ячеслава Липинського       | вулиця   | [ 18 ]                         | Соколова Гора           | вулиця Орлова                                                              |          |
| Липова                       | вулиця   | [ 29 ]                         |                         |                                                                            |          |
| 1-й Липовий                  | проїзд   | [ 29 ]                         |                         |                                                                            |          |
| 2-й Липовий                  | проїзд   | [ 29 ]                         |                         |                                                                            |          |
| Академіка Липського          | проїзд   | [ 2 ]                          | Крошня                  |                                                                            |          |
| Миколи Лисенка               | вулиця   | [ 2 ]                          | Центр — Петровська Гора | Тісна вулиця, Малочуднівська вулиця, вулиця Лазо                           |          |
| Лівонабережна річки Кам'янки | вулиця   | [ 2 ]                          |                         |                                                                            |          |
| Лікарський                   | провулок | [ 2 ]                          | Богунія                 |                                                                            |          |
| Лісова                       | вулиця   | [ 16 ]                         |                         | Лісна вулиця                                                               |          |
| 1-й Лісовий                  | провулок | [ 16 ]                         | Богунія                 | 1-й Лісний провулок                                                        |          |
| 2-й Лісовий                  | провулок | [ 16 ]                         | Богунія                 | 2-й Лісний провулок                                                        |          |
| 3-й Лісовий                  | провулок | [ 16 ]                         | Богунія                 | 3-й Лісний провулок                                                        |          |
| 4-й Лісовий                  | провулок | [ 16 ]                         | Богунія                 | 4-й Лісний провулок                                                        |          |
| 5-й Лісовий                  | провулок | [ 16 ]                         | Богунія                 | 5-й Лісний провулок                                                        |          |
| Лугинський                   | провулок | [ 2 ]                          | Видумка — Соколова Гора |                                                                            |          |
| Лугова                       | вулиця   | [ 2 ]                          | Мар'янівка              |                                                                            |          |
| Луговий                      | провулок | [ 2 ]                          |                         |                                                                            |          |
| Лук'яненка                   | вулиця   | [ 2 ]                          | Путятинка — Східний     |                                                                            |          |
| Луцька                       | вулиця   | [ 2 ]                          | Видумка — Соколова Гора |                                                                            |          |
| Луцький                      | проїзд   | [ 2 ]                          | Видумка — Соколова Гора |                                                                            |          |
| Львівська                    | вулиця   |                                | Центр                   | Мала Петербурзька вулиця, Комуністична вулиця                              |          |
| Львівський                   | провулок | [ 2 ]                          | Центр                   |                                                                            |          |
| Льонкова                     | вулиця   | [ 2 ]                          |                         |                                                                            |          |
| Любарська                    | вулиця   | [ 2 ]                          | Центр                   |                                                                            |          |
| Артема Любовича              | вулиця   | [ 2 ]                          | Довжик                  |                                                                            |          |
| 1-й Артема Любовича          | провулок | [ 2 ]                          | Довжик                  |                                                                            |          |
| 2-й Артема Любовича          | провулок | [ 2 ]                          | Довжик                  |                                                                            |          |
| Бориса Лятошинського         | вулиця   | [ 2 ]                          | Центр                   | Миловська вулиця, Саратовська вулиця, Селянська вулиця, Гоголівська вулиця |          |

### М

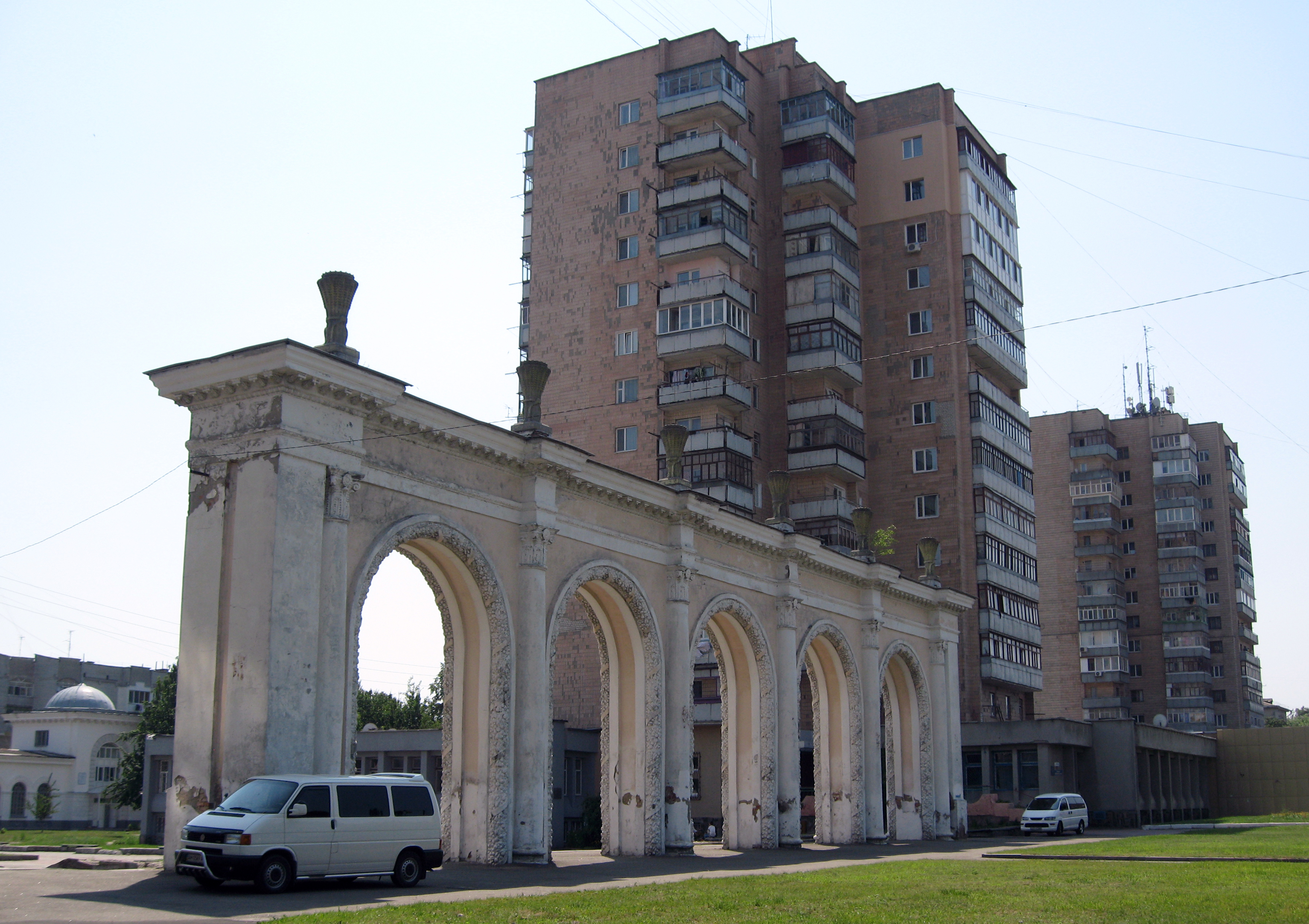
Мистецькі ворота на Київській вулиці

| Назва                | Тип       | Документ, що підтверджує назву | Місцевість                          | Колишні назви                                                       | Примітки                                                                                 |
| -------------------- | --------- | ------------------------------ | ----------------------------------- | ------------------------------------------------------------------- | ---------------------------------------------------------------------------------------- |
| Магазинна            | вулиця    | [ 2 ]                          |                                     |                                                                     |                                                                                          |
| 1-й Магазинний       | провулок  | [ 2 ]                          |                                     |                                                                     |                                                                                          |
| 2-й Магазинний       | провулок  | [ 2 ]                          |                                     |                                                                     |                                                                                          |
| 3-й Магазинний       | провулок  | [ 2 ]                          |                                     |                                                                     |                                                                                          |
| 4-й Магазинний       | провулок  | [ 2 ]                          |                                     |                                                                     |                                                                                          |
| 5-й Магазинний       | провулок  | [ 2 ]                          |                                     |                                                                     |                                                                                          |
| Івана Мазепи         | вулиця    | [ 5 ]                          | Путятинка, Привокзальний, Північний | Міщанська вулиця, вулиця Мануїльського                              |                                                                                          |
| Художника Максименка | провулок  | [ 4 ]                          | Привокзальний                       | Криловський провулок (назва проєктна), провулок Крилова             |                                                                                          |
| 5-й Максютова        | провулок  | [ 2 ]                          |                                     |                                                                     |                                                                                          |
| Василя Максютова     | вулиця    | [ 18 ]                         |                                     | 2-й провулок Максютова, провулок Максютова (назва проєктна)         |                                                                                          |
| Малий                | провулок  | [ 2 ]                          |                                     |                                                                     |                                                                                          |
| Малинова             | вулиця    | [ 2 ]                          | Мар'янівка                          |                                                                     |                                                                                          |
| Малинська            | вулиця    | [ 2 ]                          | Північний                           |                                                                     |                                                                                          |
| В'ячеслава Малі      | вулиця    | [ 10 ]                         | Крошня                              | Східна вулиця, 1-й провулок Тургєнєва                               |                                                                                          |
| Мальованська         | набережна | [ 2 ]                          | Мальованка — Закам'янка             | Правонабережна вулиця річки Кам'янки                                |                                                                                          |
| Мальованський        | провулок  | [ 2 ]                          | Мальованка — Закам'янка             |                                                                     |                                                                                          |
| Мальовничий          | провулок  | [ 2 ]                          | Мальованка                          |                                                                     |                                                                                          |
| Мар'янівська         | вулиця    | [ 2 ]                          | Смоківка — Мар'янівка               |                                                                     |                                                                                          |
| 1-а Мар'янівська     | лінія     | [ 2 ]                          | Смоківка — Мар'янівка               |                                                                     |                                                                                          |
| 2-а Мар'янівська     | лінія     | [ 2 ]                          | Смоківка — Мар'янівка               |                                                                     |                                                                                          |
| 3-я Мар'янівська     | лінія     | [ 2 ]                          | Смоківка — Мар'янівка               |                                                                     |                                                                                          |
| 4-а Мар'янівська     | лінія     | [ 2 ]                          | Смоківка — Мар'янівка               |                                                                     |                                                                                          |
| 5-а Мар'янівська     | лінія     | [ 2 ]                          | Смоківка — Мар'янівка               |                                                                     |                                                                                          |
| Мар'янівський        | проїзд    | [ 2 ]                          | Мар'янівка                          |                                                                     |                                                                                          |
| 1-й Мар'янівський    | провулок  | [ 10 ]                         | Мар'янівка                          |                                                                     |                                                                                          |
| 2-й Мар'янівський    | провулок  | [ 10 ]                         | Смоківка — Мар'янівка               |                                                                     |                                                                                          |
| 3-й Мар'янівський    | провулок  | [ 10 ]                         | Мар'янівка                          |                                                                     |                                                                                          |
| Меблевий             | провулок  | [ 2 ]                          | Привокзальний                       |                                                                     |                                                                                          |
| Медовий              | провулок  | [ 2 ]                          |                                     |                                                                     |                                                                                          |
| Володимира Менчиця   | провулок  | [ 18 ]                         | Соколова Гора                       | провулок Орлова                                                     |                                                                                          |
| Металістів           | вулиця    | [ 2 ]                          |                                     |                                                                     |                                                                                          |
| Метеорологічний      | провулок  | [ 2 ]                          |                                     |                                                                     |                                                                                          |
| Метеорологічний      | проїзд    | [ 2 ]                          |                                     |                                                                     |                                                                                          |
| 1-й Метеорологічний  | провулок  | [ 2 ]                          |                                     |                                                                     |                                                                                          |
| 2-й Метеорологічний  | провулок  | [ 2 ]                          |                                     |                                                                     |                                                                                          |
| 3-й Метеорологічний  | провулок  |                                |                                     |                                                                     |                                                                                          |
| Миклухо-Маклая       | вулиця    | [ 2 ]                          | Видумка — Соколова Гора             |                                                                     |                                                                                          |
| Миропільська         | вулиця    | [ 13 ]                         | Стара Рудня                         | вулиця Полянка (назва проєктна)                                     |                                                                                          |
| Миропільський        | проїзд    | [ 13 ]                         | Стара Рудня                         |                                                                     |                                                                                          |
| Миру                 | вулиця    | [ 2 ]                          | Соколова Гора, Богунія              |                                                                     |                                                                                          |
| Миру                 | проспект  | [ 2 ]                          | Богунія                             |                                                                     |                                                                                          |
| 1-й Миру             | провулок  | [ 2 ]                          | Соколова Гора                       |                                                                     |                                                                                          |
| 2-й Миру             | провулок  | [ 2 ]                          | Соколова Гора                       |                                                                     |                                                                                          |
| 3-й Миру             | провулок  | [ 2 ]                          | Соколова Гора                       |                                                                     |                                                                                          |
| 1-й Мисливський      | провулок  | [ 2 ]                          | Привокзальний                       |                                                                     |                                                                                          |
| 2-й Мисливський      | провулок  | [ 2 ]                          | Привокзальний                       |                                                                     |                                                                                          |
| Мистецькі Ворота     | майдан    | [ 2 ]                          | Привокзальний                       |                                                                     |                                                                                          |
| Михайлівська         | вулиця    | [ 2 ]                          | Центр                               | вулиця Рад                                                          |                                                                                          |
| Ніни Мірошниченко    | провулок  | [ 4 ]                          | Корбутівка — Стара Рудня            | провулок Льва Нікуліна                                              |                                                                                          |
| Миколи Міхновського  | вулиця    | [ 4 ]                          | Путятинка                           | Жовтневий провулок, 2-а Партизанська вулиця, вулиця Дениса Давидова | Початок вулиці ліквідовано, номери будинків змінено на 83а, 83б, 83в по вулиці Шевченка. |
| Млинова              | вулиця    | [ 2 ]                          | Центр — Поділ                       | 1-а Млинова вулиця, Мельнична вулиця                                |                                                                                          |
| Млиновий             | провулок  | [ 2 ]                          |                                     |                                                                     |                                                                                          |
| Юліана Мовчана       | провулок  | [ 5 ]                          | Мальованка                          | Піонерський 4-й провулок                                            |                                                                                          |
| Молодіжний           | провулок  | [ 2 ]                          | Богунія                             |                                                                     |                                                                                          |
| Монолітна            | вулиця    | [ 2 ]                          |                                     |                                                                     |                                                                                          |
| Монолітний           | провулок  | [ 2 ]                          | Мальованка — Закам'янка             |                                                                     |                                                                                          |
| Монтана              | вулиця    | [ 2 ]                          | Привокзальний                       | Польова вулиця, вулиця Чапаєва, Монтанська вулиця (назва проєктна)  |                                                                                          |
| 1-й Московський      | провулок  |                                |                                     |                                                                     |                                                                                          |

### Н
| Назва                | Тип      | Документ, що підтверджує назву | Місцевість                                      | Колишні назви                                                       | Примітки                                                                            |
| -------------------- | -------- | ------------------------------ | ----------------------------------------------- | ------------------------------------------------------------------- | ----------------------------------------------------------------------------------- |
| Набережна            | вулиця   | [ 2 ]                          | Соколова Гора                                   |                                                                     |                                                                                     |
| Набережний           | провулок | [ 2 ]                          | Центр                                           |                                                                     |                                                                                     |
| Навчальний           | провулок | [ 16 ]                         |                                                 | Учбовий провулок                                                    |                                                                                     |
| Нагірний             | провулок | [ 2 ]                          | Павликівка                                      |                                                                     |                                                                                     |
| Северина Наливайка   | вулиця   | [ 2 ]                          |                                                 | вулиця Постишева                                                    |                                                                                     |
| Северина Наливайка   | провулок | [ 29 ]                         |                                                 |                                                                     |                                                                                     |
| Северина Наливайка   | проїзд   | [ 29 ]                         |                                                 |                                                                     |                                                                                     |
| Народицька           | вулиця   | [ 2 ]                          |                                                 |                                                                     |                                                                                     |
| Нафтовий             | провулок | [ 2 ]                          | Завокзальний                                    |                                                                     |                                                                                     |
| Небесної сотні       | вулиця   | [ 32 ]                         | Центр, Сінний Ринок                             | Московська вулиця                                                   |                                                                                     |
| Незалежності         | проспект | [ 5 ]                          | Крошня — Сінний Ринок, Північний, Привокзальний | Об'їзна дорога, Іподромна вулиця, Транзитна вулиця, вулиця Ватутіна |                                                                                     |
| Юрія Немирича        | вулиця   | [ 2 ]                          | Смоківка — Полісся                              |                                                                     |                                                                                     |
| Нескорених           | вулиця   | [ 2 ]                          |                                                 |                                                                     |                                                                                     |
| Нобелівська          | вулиця   | [ 5 ]                          | Завокзальний                                    | вулиця Олександра Байка                                             |                                                                                     |
| Нова                 | вулиця   | [ 2 ]                          |                                                 |                                                                     |                                                                                     |
| Новий                | бульвар  | [ 2 ]                          | Центр                                           | Молчанівська вулиця                                                 |                                                                                     |
| Новий                | провулок | [ 2 ]                          | Путятинка                                       |                                                                     |                                                                                     |
| Новий                | проїзд   | [ 2 ]                          |                                                 |                                                                     |                                                                                     |
| Новогоголівська      | вулиця   | [ 2 ]                          | Завокзальний                                    |                                                                     |                                                                                     |
| 1-й Новогоголівський | провулок | [ 2 ]                          | Завокзальний                                    |                                                                     |                                                                                     |
| 1-й Новогоголівський | проїзд   | [ 2 ]                          | Завокзальний                                    |                                                                     |                                                                                     |
| 2-й Новогоголівський | провулок | [ 2 ]                          | Завокзальний                                    |                                                                     |                                                                                     |
| 2-й Новогоголівський | проїзд   | [ 2 ]                          | Завокзальний                                    |                                                                     |                                                                                     |
| 3-й Новогоголівський | провулок | [ 2 ]                          | Завокзальний                                    |                                                                     |                                                                                     |
| 3-й Новогоголівський | проїзд   | [ 2 ]                          | Завокзальний                                    |                                                                     |                                                                                     |
| Новогончарний        | провулок |                                |                                                 |                                                                     | Відсутній у переліку топонімічних об'єктів, але присутній серед адрес на сайті ЦВК. |
| Новоград-Волинське   | шосе     | [ 2 ]                          |                                                 |                                                                     |                                                                                     |
| Новопівнічна         | вулиця   | [ 2 ]                          |                                                 |                                                                     |                                                                                     |
| 1-й Новопівнічний    | провулок | [ 2 ]                          |                                                 |                                                                     |                                                                                     |
| 2-й Новопівнічний    | провулок | [ 2 ]                          |                                                 |                                                                     |                                                                                     |
| Новоселів            | проїзд   | [ 2 ]                          | Смоківка                                        |                                                                     |                                                                                     |
| Новосінна            | вулиця   | [ 2 ]                          |                                                 |                                                                     |                                                                                     |
| Матвія Номиса        | провулок | [ 4 ]                          | Соколова Гора                                   | 1-й провулок Радіщева                                               |                                                                                     |

### О
| Назва                  | Тип      | Документ, що підтверджує назву | Місцевість               | Колишні назви                     | Примітки |
| ---------------------- | -------- | ------------------------------ | ------------------------ | --------------------------------- | -------- |
| Овочевий               | провулок | [ 2 ]                          |                          |                                   |          |
| Овруцька               | вулиця   | [ 2 ]                          |                          |                                   |          |
| Івана Огієнка          | вулиця   | [ 2 ]                          | Східний мікрорайон       |                                   |          |
| Лейтенанта Огурцова    | вулиця   | [ 34 ]                         | Соколова Гора            | вулиця Огурцова, Довжицька вулиця |          |
| Ожиновий               | проїзд   | [ 2 ]                          | Смоківка — Мар'янівка    |                                   |          |
| Оздоровчий             | провулок | [ 2 ]                          | Корбутівка — Стара Рудня |                                   |          |
| Озерна                 | вулиця   | [ 2 ]                          |                          |                                   |          |
| Олевський              | провулок | [ 2 ]                          |                          |                                   |          |
| Олександра Олеся       | вулиця   | [ 2 ]                          |                          | вулиця Тургєнєва                  |          |
| Олізарів               | проїзд   | [ 2 ]                          | Мальованка               |                                   |          |
| Оліївська              | вулиця   | [ 2 ]                          |                          |                                   |          |
| Скульптора Олішкевича  | вулиця   | [ 5 ]                          | Мальованка — Закам'янка  | Пролетарська вулиця               |          |
| Княгині Ольги          | вулиця   | [ 2 ]                          | Смоківка — Полісся       |                                   |          |
| Ольжича                | вулиця   | [ 2 ]                          | Центр, Охрімова Гора     |                                   |          |
| Академіка Омелянського | проїзд   | [ 2 ]                          | Крошня                   |                                   |          |
| Оранжерейний           | провулок | [ 2 ]                          | Сінний Ринок             |                                   |          |
| Пилипа Орлика          | вулиця   | [ 5 ]                          | Завокзальний             | вулиця Леселідзе                  |          |
| Осокоровий             | проїзд   | [ 2 ]                          | Видумка — Соколова Гора  |                                   |          |
| Сергія Остапенка       | провулок | [ 18 ]                         | Соколова Гора            | провулок Ємельянова               |          |
| Острозький             | провулок | [ 5 ]                          | Мальованка               | 2-й провулок Фурманова            |          |
| Офіцерська             | вулиця   | [ 2 ]                          | Богунія                  | вулиця Гречка                     |          |
| Яна Охоцького          | провулок | [ 2 ]                          | Крошня                   |                                   |          |
| Охрімова Гора          | вулиця   | [ 2 ]                          | Центр — Охрімова Гора    |                                   |          |
| Очеретяний             | проїзд   | [ 35 ]                         |                          |                                   |          |

### П
| Назва                             | Тип       | Документ, що підтверджує назву | Місцевість                            | Колишні назви | Примітки |
| --------------------------------- | --------- | ------------------------------ | ------------------------------------- | --- | -------- |
| 1-й Павликівський                 | провулок  | [ 10 ]                         | Павликівка                            | |          |
| Павловська Гора                   | вулиця    | [ 2 ]                          |                                       | |          |
| Паволоцький                       | провулок  | [ 2 ]                          | Крошня                                | |          |
| Падеревського                     | проїзд    | [ 10 ]                         | Крошня                                | |          |
| Паливний                          | проїзд    | [ 2 ]                          | Східний промвузол                     | |          |
| Семена Палія                      | провулок  | [ 2 ]                          | Мальованка                            | |          |
| Паперовий                         | провулок  | [ 2 ]                          | Станишівський Поруб                   | |          |
| Сергія Параджанова                | вулиця    | [ 5 ]                          | Завокзальний, Хінчанка                | 7-а Привокзальна вулиця (лінія) (назва не закріпилася), Кузнєчний провулок, Ковальська (Кузнєчна) вулиця, Сільська Кузнєчна вулиця (частина), Ковальський провулок (частина), вулиця Баранова |          |
| Парашутний                        | провулок  | [ 2 ]                          | Путятинка                             | |          |
| Паркова                           | вулиця    | [ 2 ]                          |                                       | |          |
| Парковий                          | провулок  | [ 2 ]                          | Центр                                 | |          |
| Парникова                         | вулиця    | [ 2 ]                          |                                       | |          |
| Парниковий                        | провулок  | [ 2 ]                          |                                       | |          |
| 1-й Паровозний                    | провулок  | [ 2 ]                          | Завокзальний                          | |          |
| 2-й Паровозний                    | провулок  | [ 2 ]                          | Завокзальний                          | |          |
| Перемоги                          | вулиця    | [ 2 ]                          | Центр, північно-західна частина міста | Велика дорога на Новоград-Волинський (частина), Черняхівська вулиця, Новоград-Волинська вулиця, Шосейна вулиця (назва проєктна), Вільська вулиця, Соборна вулиця (частина), Вільсько-Шосейна вулиця (частина), вулиця імені 1812 року, вулиця Івана Мазепи (назва не закріпилася), Єврейський бульвар (частина), Єлисаветинський бульвар (частина), вулиця Карла Лібкнехна, Ровенська вулиця |          |
| Перемоги                          | майдан    | [ 2 ]                          | Центр                                 | Жовтневий майдан |          |
| Перехідна                         | вулиця    | [ 2 ]                          |                                       | вулиця Якова Артемчука (назва проєктна) |          |
| Перехідний                        | провулок  | [ 2 ]                          |                                       | |          |
| Симона Петлюри                    | вулиця    | [ 5 ]                          | Мальованка                            | 3-й Піонерський провулок |          |
| Олександра Петраківського         | вулиця    | [ 43 ]                         | Видумка — Соколова Гора               | 1-й Старопоштовий провулок, Індустріальна вулиця |          |
| 1-й Олександра Петраківського     | провулок  | [ 43 ]                         | Видумка — Соколова Гора               | 4-й провулок Дружби, 1-й Індустріальний провулок |          |
| 2-й Олександра Петраківського     | провулок  | [ 43 ]                         | Видумка — Соколова Гора               | 2-й Індустріальний провулок |          |
| 3-й Олександра Петраківського     | провулок  | [ 43 ]                         | Видумка — Соколова Гора               | 3-й Індустріальний провулок |          |
| Генерала Всеволода Петріва        | вулиця    | [ 5 ]                          | Богунія                               | Корабельний провулок, вулиця Гречка |          |
| Пивоварний                        | провулок  | [ 2 ]                          | Центр                                 | |          |
| Пилипонівська                     | вулиця    | [ 4 ]                          |                                       | вулиця Російська Слобідка |          |
| Південна                          | вулиця    | [ 2 ]                          |                                       | |          |
| Південний                         | провулок  | [ 2 ]                          |                                       | |          |
| 2-й Південний                     | провулок  | [ 2 ]                          |                                       | |          |
| Південно-Східне                   | шосе      | [ 10 ]                         |                                       | |          |
| Північна                          | вулиця    | [ 2 ]                          | Крошня                                | |          |
| Північне                          | шосе      | [ 2 ]                          |                                       | |          |
| Північний                         | провулок  | [ 2 ]                          | Північний                             | |          |
| Під Скелями                       | набережна | [ 2 ]                          | Павликівка                            | |          |
| Під'їзна                          | вулиця    | [ 2 ]                          |                                       | |          |
| Піщана                            | вулиця    | [ 2 ]                          |                                       | |          |
| Піщаний                           | провулок  | [ 2 ]                          |                                       | |          |
| проїзд                            | провулок  | [ 2 ]                          |                                       | |          |
| Володимира Плотницького           | проїзд    | [ 5 ]                          | Привокзальний                         | проїзд Мануїльського |          |
| Пляжна                            | алея      | [ 2 ]                          | Корбутівка — Стара Рудня              | |          |
| Подільська                        | вулиця    | [ 2 ]                          | Центр — Поділ                         | |          |
| Подільський                       | провулок  | [ 2 ]                          | Центр — Поділ                         | |          |
| Покровська                        | вулиця    | [ 5 ]                          | Центр, Сінний Ринок, Крошня           | Крошенська вулиця, Петербурзька вулиця, Велика Петербурзька вулиця, Петроградська вулиця, Галицька вулиця (назва не закріпилася), Велика Коростенська вулиця, вулиця Щорса |          |
| Покровський                       | провулок  | [ 5 ]                          | Мальованка                            | 9-й Піонерський провулок |          |
| Поліська                          | вулиця    | [ 2 ]                          | Смоківка — Полісся                    | |          |
| Поліський                         | проїзд    | [ 2 ]                          | Смоківка — Полісся                    | |          |
| Політехнічний                     | провулок  | [ 5 ]                          | Корбутівка                            | провулок Піонерських Таборів |          |
| Клима Поліщука                    | вулиця    | [ 5 ]                          | Соколова Гора                         | вулиця Ємельянова |          |
| Полку імені Кастуся Калиновського | вулиця    | [ 19 ]                         | Крошня                                | Залізнична вулиця, вулиця Кірова, Білоруська вулиця |          |
| Польова                           | площа     | [ 2 ]                          |                                       | |          |
| 2-й Польовий                      | провулок  | [ 2 ]                          | Путятинка — Східний                   | |          |
| 3-й Польовий                      | провулок  | [ 2 ]                          | Путятинка — Східний                   | |          |
| 5-й Польовий                      | провулок  | [ 2 ]                          | Путятинка — Східний                   | |          |
| 6-й Польовий                      | провулок  | [ 2 ]                          | Путятинка — Східний                   | |          |
| 1-й Польового майдану             | проїзд    | [ 2 ]                          |                                       | |          |
| 2-й Польового майдану             | проїзд    | [ 2 ]                          |                                       | |          |
| Польський                         | бульвар   | [ 2 ]                          |                                       | |          |
| Космонавта Поповича               | провулок  | [ 18 ]                         | Путятинка                             | 3-й провулок Леваневського, провулок Петра Нестерова (назва проєктна) |          |
| Праці                             | вулиця    | [ 16 ]                         | Видумка — Соколова Гора               | вулиця Труда |          |
| 1-й Праці                         | провулок  | [ 16 ]                         | Видумка — Соколова Гора               | 1-й провулок Труда |          |
| 2-й Праці                         | провулок  | [ 16 ]                         | Видумка — Соколова Гора               | 2-й провулок Труда |          |
| 3-й Праці                         | провулок  | [ 16 ]                         | Видумка — Соколова Гора               | 3-й провулок Труда |          |
| Привітна                          | вулиця    | [ 2 ]                          | Видумка — Соколова Гора               | вулиця Дружби, 5-й провулок Максютова |          |
| Привокзальний                     | майдан    | [ 2 ]                          | Привокзальний                         | |          |
| Прикордонний                      | провулок  | [ 16 ]                         | Богунія                               | Пограничний провулок |          |
| Провіантський                     | провулок  | [ 2 ]                          | Путятинка                             | |          |
| Промислова                        | вулиця    | [ 2 ]                          |                                       | |          |
| Прорізний                         | провулок  | [ 2 ]                          | Центр                                 | провулок Пігулєвського |          |
| Просяновський                     | узвіз     | [ 2 ]                          | Центр — Петровська Гора               | узвіз Прусіновського |          |
| Прохідний                         | провулок  | [ 2 ]                          | Центр                                 | |          |
| Сергія Прохорова                  | вулиця    | [ 21 ]                         |                                       | вулиця Прохорова |          |
| Путятинський                      | майдан    | [ 2 ]                          | Путятинка                             | Базарний майдан |          |
| Путятинський                      | провулок  | [ 2 ]                          | Путятинка                             | |          |
| Олени Пчілки                      | вулиця    | [ 2 ]                          | Привокзальний                         | |          |
| Пшенична                          | вулиця    | [ 2 ]                          |                                       | |          |

### Р
| Назва              | Тип      | Документ, що підтверджує назву | Місцевість               | Колишні назви | Примітки                                                                             |
| ------------------ | -------- | ------------------------------ | ------------------------ | --- | ------------------------------------------------------------------------------------ |
| Радивілівська      | вулиця   | [ 5 ]                          | Закам'янка, Мальованка   | Піонерська вулиця | Названо помилково. Правильна назва - Радивилівська                                   |
| Радомишльський     | проїзд   | [ 2 ]                          | Смоківка — Затишшя       | |                                                                                      |
| Радонова           | вулиця   | [ 2 ]                          | Корбутівка — Стара Рудня | | Назва вулиці утворена від назви хімічного елементу Радон, а не від прізвища Радонов. |
| Рильського         | вулиця   | [ 2 ]                          | Центр — Замкова Гора     | |                                                                                      |
| Євгена Рихліка     | вулиця   | [ 5 ]                          |                          | 5-й провулок Щорса, Оліївський провулок (назва проєктна), Празька вулиця (назва проєктна)                                                           |                                                                                      |
| Рівненський        | провулок | [ 5 ]                          | Мальованка               | 1-й провулок Фурманова |                                                                                      |
| Рівний             | провулок | [ 2 ]                          | Богунія                  | |                                                                                      |
| 1-й Рівний         | провулок | [ 2 ]                          | Богунія                  | |                                                                                      |
| Святослава Ріхтера | вулиця   | [ 18 ]                         | Центр, Путятинка         | Садова вулиця (назва проєктна), Базарна вулиця, вулиця Коцюбинського (назва не закріпилася), вулиця Косенка (назва не закріпилася), вулиця 1 Травня |                                                                                      |
| Рівний             | Річковий | [ 2 ]                          | Павликівка               | |                                                                                      |
| Робітнича          | вулиця   | [ 2 ]                          |                          | |                                                                                      |
| Рожевий            | проїзд   | [ 2 ]                          |                          | |                                                                                      |
| Романівська        | вулиця   | [ 2 ]                          |                          | |                                                                                      |
| Росяна             | вулиця   | [ 2 ]                          | Смоківка                 | |                                                                                      |
| Руданська          | вулиця   | [ 2 ]                          | Смоківка — Мар'янівка    | |                                                                                      |
| Руданський         | проїзд   | [ 2 ]                          |                          | |                                                                                      |
| Руднянський        | майдан   | [ 2 ]                          |                          | |                                                                                      |
| 1-й Руднянський    | провулок | [ 2 ]                          |                          | |                                                                                      |
| 2-й Руднянський    | провулок | [ 2 ]                          |                          | |                                                                                      |

### С

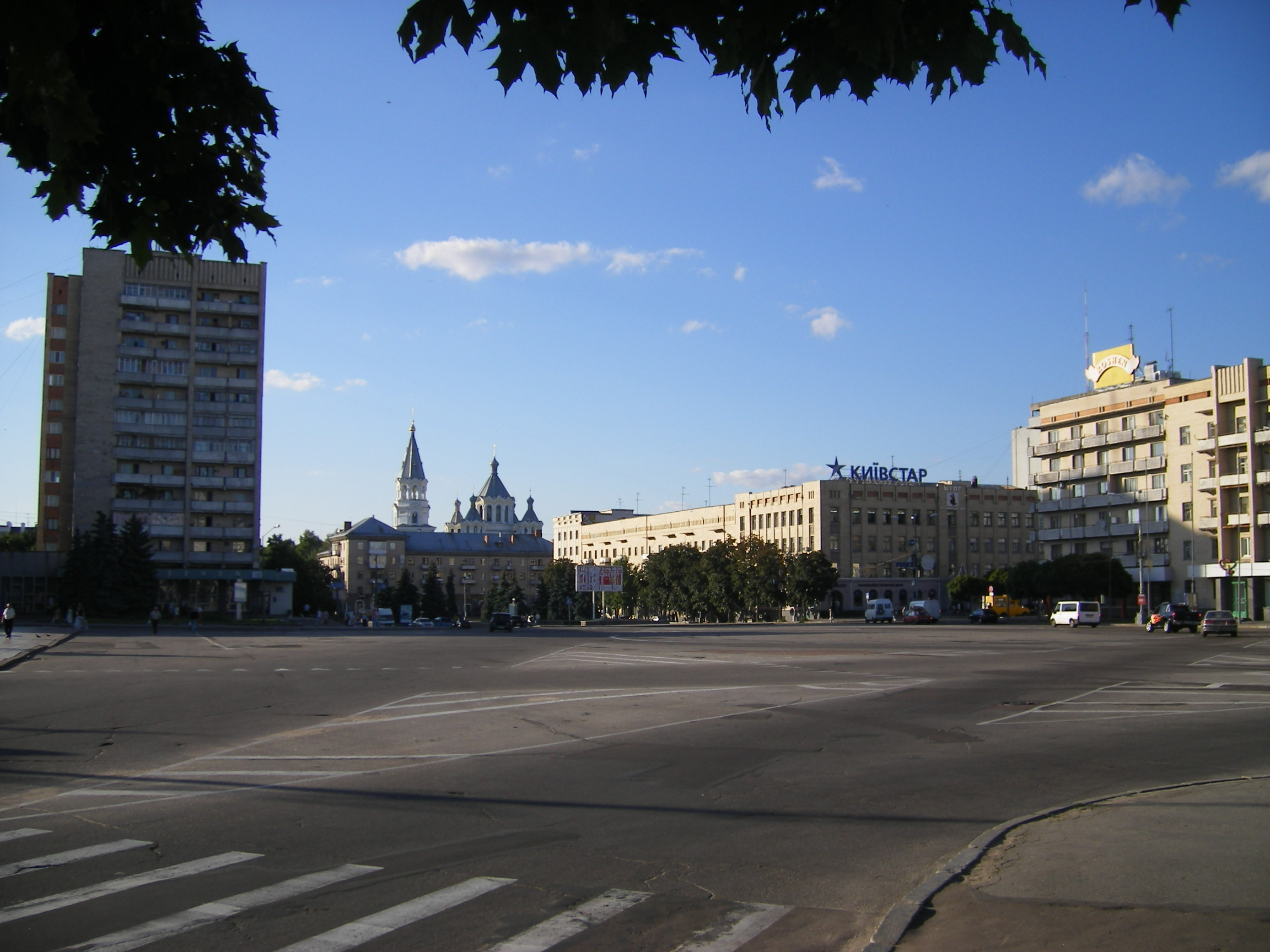
Соборний майдан

| Назва                    | Тип      | Документ, що підтверджує назву | Місцевість                          | Колишні назви | Примітки |
| ------------------------ | -------- | ------------------------------ | ----------------------------------- | --- | --- |
| Сотника Савінського      | провулок | [ 5 ]                          | Центр                               | провулок Войкова | |
| Садибний                 | провулок | [ 5 ]                          | Мальованка — Закам'янка             | 3-й Пролетарський провулок, 2-й Павликівський провулок (назва проєктна)                                                                                | |
| Садова                   | алея     | [ 2 ]                          |                                     | | |
| Садова                   | вулиця   | [ 2 ]                          |                                     | | |
| Садовий                  | провулок | [ 2 ]                          |                                     | | |
| Івана Садовського        | провулок | [ 5 ]                          | Привокзальний                       | 3-й провулок Мануїльського | |
| Саєнка                   | вулиця   | [ 2 ]                          | Мар'янівка, Смоківка, Полісся       | | |
| Саєнка                   | провулок | [ 2 ]                          | Смоківка                            | | |
| Панаса Саксаганського    | провулок | [ 5 ]                          | Привокзальний — Путятинка           | 1-й провулок Мануїльського | |
| Гетьмана Самойловича     | вулиця   | [ 2 ]                          | Богунія                             | вулиця Гречка | |
| Уласа Самчука            | провулок | [ 5 ]                          | Мальованка                          | 1-й провулок Чкалова | |
| Санаторна                | вулиця   | [ 2 ]                          |                                     | | |
| Санаторний               | провулок | [ 2 ]                          | Богунія                             | | |
| 1-й Санаторний           | провулок | [ 2 ]                          |                                     | | |
| Світанкова               | вулиця   | [ 2 ]                          |                                     | | |
| 1-й Світанковий          | провулок | [ 2 ]                          |                                     | | |
| 2-й Світанковий          | провулок | [ 2 ]                          |                                     | | |
| Світинська               | вулиця   | [ 2 ]                          | Смоківка                            | | |
| Свободи                  | вулиця   | [ 2 ]                          | Видумка — Соколова Гора             | | |
| Свободи                  | провулок | [ 2 ]                          | Соколова Гора                       | | |
| Свободи                  | проїзд   | [ 2 ]                          | Соколова Гора                       | | |
| Святоольжинська          | вулиця   | [ 29 ]                         |                                     | | |
| Селецька                 | вулиця   | [ 2 ]                          |                                     | | |
| Селецький                | провулок | [ 2 ]                          |                                     | | |
| 1-й Селецький            | провулок | [ 2 ]                          |                                     | | |
| 2-й Селецький            | провулок | [ 2 ]                          |                                     | | |
| 3-й Селецький            | провулок | [ 2 ]                          |                                     | | |
| 4-й Селецький            | провулок | [ 2 ]                          |                                     | | |
| Семенівський             | провулок | [ 2 ]                          | Мальованка                          | | |
| Тараса Сенюка            | провулок | [ 5 ]                          | Богунія                             | 3-й Червоноармійський провулок | |
| Середній                 | провулок | [ 2 ]                          |                                     | | |
| Родини Симиренків        | провулок | [ 4 ]                          | Путятинка                           | Левківський Глухий провулок, 1-й Левківський провулок, провулок Котляревського, Селекційний провулок (назва проєктна), Мічурінський провулок           | |
| Павла Сингаївського      | вулиця   | [ 2 ]                          |                                     | Привокзальний | Павло Сингаївський — старший лейтенант. Помер у шпиталі від вогнепального поранення, яке отримав під час затримання правопорушників на майдані Перемоги. |
| Синельниківська          | вулиця   | [ 5 ]                          | Центр                               | Садовий бульвар (назва проєктна), Садова вулиця, вулиця Дитячої Комуни                                                                                 | |
| Сікорського              | провулок | [ 2 ]                          | Сінний Ринок                        | | |
| Сільськогосподарський    | провулок | [ 2 ]                          | Путятинка                           | | |
| Сільськогосподарський    | проїзд   | [ 2 ]                          | Путятинка                           | | |
| Сінна                    | вулиця   | [ 2 ]                          |                                     | | |
| 1-й Сінний               | провулок | [ 2 ]                          | Сінний Ринок                        | | |
| 2-й Сінний               | провулок | [ 2 ]                          | Сінний Ринок                        | | |
| Сінокісна                | вулиця   | [ 2 ]                          |                                     | | |
| Сінокісний               | проїзд   | [ 2 ]                          |                                     | | |
| Івана Сірка              | вулиця   | [ 5 ]                          | Крошня                              | Західна вулиця, вулиця Будьонного | |
| Січових Стрільців        | вулиця   | [ 45 ]                         |                                     | Прибережна вулиця (назва проєктна) | |
| 1-й Січових стрільців    | провулок | [ 45 ]                         |                                     | | |
| 2-й Січових стрільців    | провулок | [ 45 ]                         |                                     | | |
| 3-й Січових стрільців    | провулок | [ 45 ]                         |                                     | | |
| 4-й Січових стрільців    | провулок | [ 45 ]                         |                                     | | |
| Академіка Скальковського | вулиця   | [ 2 ]                          | Видумка — Соколова Гора             | | |
| Сквирське                | шосе     | [ 2 ]                          |                                     | | |
| Скельний                 | провулок | [ 2 ]                          | Мальованка — Закам'янка             | | |
| Скіфський                | провулок | [ 2 ]                          | Видумка — Соколова Гора             | | |
| Складський               | проїзд   | [ 2 ]                          |                                     | | |
| Григорія Сковороди       | вулиця   | [ 19 ]                         |                                     | вулиця Чехова | |
| Скорботи                 | алея     | [ 2 ]                          | Богунія                             | | |
| Скорульського            | проїзд   | [ 2 ]                          | Центр                               | | |
| Сливовий                 | проїзд   | [ 2 ]                          |                                     | | |
| Слобідська               | вулиця   | [ 2 ]                          |                                     | вулиця Карла Маркса | |
| Слов'янський             | провулок | [ 2 ]                          | Путятинка                           | | |
| Словацького              | провулок | [ 2 ]                          | Мальованка                          | хутір Жнікрупи | |
| Словечанський            | проїзд   | [ 2 ]                          | Видумка — Соколова Гора             | | |
| Академіка Слуцького      | провулок | [ 2 ]                          | Привокзальний — Путятинка           | 1-й Радянський провулок, 2-й Радянський провулок | |
| Івана Сльоти             | вулиця   | [ 5 ]                          | Привокзальний                       | провулок Пиржановського, Столярний провулок, Будівельний провулок, Промислова вулиця, вулиця Бородія, вулиця Симона Петлюри (назва проєктна)           | |
| Смакова                  | провулок | [ 2 ]                          | Смоківка                            | | |
| 1-й Смоківський          | провулок | [ 2 ]                          | Смоківка — Мар'янівка               | | |
| 2-й Смоківський          | провулок | [ 2 ]                          | Смоківка — Мар'янівка               | | |
| 3-й Смоківський          | провулок | [ 2 ]                          | Смоківка — Мар'янівка               | | |
| Смолянський              | майдан   | [ 2 ]                          |                                     | | |
| 1-й Смолянський          | провулок | [ 2 ]                          |                                     | | |
| 2-й Смолянський          | провулок | [ 2 ]                          |                                     | | |
| 3-й Смолянський          | провулок | [ 2 ]                          |                                     | | |
| 4-й Смолянський          | провулок | [ 2 ]                          |                                     | | |
| 5-й Смолянський          | провулок | [ 2 ]                          |                                     | | |
| Соборний                 | майдан   | [ 2 ]                          | Центр                               | Рибний майдан, Семінарійський майдан, майдан Олександра II, майдан Богдана Хмельницького (назва не закріпилася), майдан ім. тов. Леніна, майдан Леніна | |
| Соколова Гора            | вулиця   | [ 2 ]                          | Видумка — Соколова Гора             | | |
| Соколовський             | майдан   | [ 2 ]                          | Видумка — Соколова Гора             | | |
| 1-й Соколовський         | провулок | [ 18 ]                         | Видумка — Соколова Гора             | 1-й провулок Максютова | |
| 2-й Соколовський         | провулок | [ 18 ]                         | Видумка — Соколова Гора             | 3-й провулок Максютова | |
| 3-й Соколовський         | провулок | [ 18 ]                         | Видумка — Соколова Гора             | 4-й провулок Максютова | |
| 4-й Соколовський         | провулок | [ 18 ]                         |                                     | 6-й провулок Максютова | |
| 5-й Соколовський         | провулок | [ 18 ]                         |                                     | 7-й провулок Максютова | |
| 6-й Соколовський         | провулок | [ 18 ]                         |                                     | 8-й провулок Максютова | |
| 7-й Соколовський         | провулок | [ 18 ]                         |                                     | 9-й провулок Максютова | |
| Соколовських             | проїзд   | [ 18 ]                         | Видумка — Соколова Гора             | проїзд Максютова | |
| Отаманів Соколовських    | вулиця   | [ 5 ]                          | Крошня                              | вулиця Генерала Потапова | |
| Сонячний                 | провулок | [ 2 ]                          | Путятинка                           | | |
| Соняшниковий             | провулок | [ 2 ]                          | Смоківка                            | | |
| Соснова                  | вулиця   | [ 2 ]                          |                                     | | |
| Сосновий                 | майдан   | [ 2 ]                          |                                     | | |
| 1-й Сосновий             | провулок | [ 2 ]                          |                                     | | |
| 2-й Сосновий             | провулок | [ 2 ]                          |                                     | | |
| 3-й Сосновий             | провулок | [ 2 ]                          |                                     | | |
| Володимира Сосюри        | провулок | [ 5 ]                          | Мальованка — Закам'янка             | 1-й Піонерський провулок | |
| Спортивний               | провулок | [ 2 ]                          | Видумка — Соколова Гора             | вулиця Дружби, 5-й провулок Максютова | |
| Ставковий                | провулок | [ 16 ]                         |                                     | Прудний провулок | |
| Ставровський             | провулок | [ 2 ]                          | Смоківка                            | | |
| Ставровський             | проїзд   | [ 2 ]                          | Смоківка                            | | |
| Стадіонна                | вулиця   | [ 2 ]                          | Соколова Гора                       | | |
| Стадіонний               | провулок | [ 2 ]                          | Соколова Гора                       | | |
| Станишівський            | майдан   | [ 2 ]                          |                                     | | |
| Старий                   | бульвар  | [ 2 ]                          | Центр                               | Жовтнева вулиця, Бульварна вулиця | |
| Михайла Старицького      | провулок | [ 5 ]                          |                                     | 4-й провулок Мануїльського | |
| Старовільська            | вулиця   | [ 2 ]                          | Центр                               | | |
| Старогончарна            | вулиця   | [ 2 ]                          |                                     | | |
| Стародавня               | вулиця   | [ 2 ]                          | Центр — Замкова Гора                | провулок Шолом-Алейхема | |
| 1-й Старокиївський       | провулок | [ 2 ]                          | Мар'янівка                          | | |
| 1-й Старокиївський       | проїзд   | [ 2 ]                          | Мар'янівка                          | | |
| 2-й Старокиївський       | провулок | [ 2 ]                          | Мар'янівка                          | | |
| 2-й Старокиївський       | проїзд   | [ 2 ]                          | Мар'янівка                          | | |
| 3-й Старокиївський       | провулок | [ 2 ]                          | Мар'янівка                          | | |
| 3-й Старокиївський       | проїзд   | [ 2 ]                          | Мар'янівка                          | | |
| 5-й Старокиївський       | провулок | [ 2 ]                          | Смоківка                            | | |
| 6-й Старокиївський       | провулок | [ 2 ]                          | Смоківка                            | | |
| 7-й Старокиївський       | провулок | [ 2 ]                          | Смоківка                            | | |
| 8-й Старокиївський       | провулок | [ 2 ]                          | Смоківка                            | | |
| 9-й Старокиївський       | провулок | [ 2 ]                          | Смоківка                            | | |
| 10-й Старокиївський      | провулок | [ 2 ]                          | Смоківка                            | | |
| 2-й Старопоштовий        | провулок | [ 2 ]                          | Видумка — Соколова Гора             | | |
| 1-й Староруднянський     | провулок | [ 5 ]                          | Корбутівка — Стара Рудня            | Дачний провулок, 2-й провулок Боженка | |
| 2-й Староруднянський     | провулок | [ 5 ]                          | Корбутівка — Стара Рудня            | 3-й провулок Боженка | |
| Старочуднівська          | вулиця   | [ 2 ]                          | Павликівка                          | | |
| 1-й Степовий             | провулок | [ 2 ]                          | Смоківка                            | | |
| 2-й Степовий             | провулок | [ 2 ]                          | Смоківка                            | | |
| Стрімкий                 | узвіз    | [ 2 ]                          | Мальованка — Закам'янка             | Правонабережна вулиця річки Кам'янки | |
| Студентський             | провулок | [ 2 ]                          | Центр — Петровська Гора             | провулок Куликовського, Куликовський провулок | |
| Леоніда Ступницького     | провулок | [ 18 ]                         |                                     | провулок Сергія Тюленіна | |
| Василя Стуса             | провулок | [ 5 ]                          | Мальованка                          | 2-й провулок Чкалова | |
| Сухий Яр                 | провулок | [ 2 ]                          | Смолянка                            | Жовтнева вулиця, Жовтневий провулок | |
| Східна                   | вулиця   | [ 2 ]                          | Путятинка, Привокзальний, Північний | Михайловградська вулиця | |
| Східний                  | провулок | [ 2 ]                          | Путятинка                           | | |
| Миколи Сціборського      | вулиця   | [ 5 ]                          | Сінний Ринок                        | Північна вулиця, вулиця Яна Гамарника | |

### Т
| Назва                  | Тип      | Документ, що підтверджує назву | Місцевість                       | Колишні назви | Примітки |
| ---------------------- | -------- | ------------------------------ | -------------------------------- | --- | -------- |
| Табірний               | провулок | [ 2 ]                          | Путятинка                        | |          |
| Табірний               | проїзд   | [ 46 ]                         | Путятинка                        | |          |
| Тайберів               | провулок | [ 5 ]                          | Хмільники                        | Колгоспний провулок, 1-й Колгоспний провулок                                                                                             |          |
| Танкістів              | вулиця   | [ 2 ]                          |                                  | |          |
| 1-й Танкістів          | провулок | [ 2 ]                          |                                  | |          |
| 2-й Танкістів          | провулок | [ 2 ]                          |                                  | |          |
| 3-й Танкістів          | провулок | [ 2 ]                          |                                  | Будівельна вулиця |          |
| Академіка Тарасєвича   | проїзд   | [ 10 ]                         | Крошня                           | |          |
| Тарновського           | вулиця   | [ 2 ]                          |                                  | |          |
| Татарський             | проїзд   | [ 2 ]                          | Мальованка — Закам'янка          | |          |
| Театральна             | вулиця   | [ 47 ]                         | Центр                            | Глиняна вулиця, вулиця Героїв Сталінграда                                                                                                |          |
| Телефонний             | провулок | [ 2 ]                          | Путятинка                        | |          |
| Олени Теліги           | вулиця   | [ 5 ]                          |                                  | Мальованка |          |
| Бориса Тена            | вулиця   | [ 2 ]                          | Центр, Привокзальний — Путятинка | Кашперовська вулиця, вулиця Лесі Українки, вулиця Андре Марті, Сталінградська вулиця, вулиця імені Двадцять Другого з'їзду КПРС          |          |
| Федора Терещенка       | провулок | [ 5 ]                          | Рудня                            | провулок Олега Кошового, провулок Кошового                                                                                               |          |
| Терещенківська         | вулиця   | [ 13 ]                         | Стара Рудня                      | |          |
| Павла Тетері           | вулиця   | [ 2 ]                          | Богунський район                 | |          |
| Тетерівський           | бульвар  | [ 48 ]                         |                                  | бульвар імені Кузьми Скрябіна (назва проєктна)                                                                                           |          |
| 1-й Тетерівський       | провулок | [ 2 ]                          |                                  | |          |
| 2-й Тетерівський       | провулок | [ 2 ]                          |                                  | |          |
| Тихий                  | провулок | [ 2 ]                          | Путятинка                        | Безіменний провулок, Тихий тупик (куток)                                                                                                 |          |
| Тихий                  | проїзд   | [ 2 ]                          | Путятинка                        | проїзд Володимира Шинкарука (назва проєктна)                                                                                             |          |
| Товарно-Вантажний      | провулок | [ 2 ]                          | Привокзальний                    | |          |
| Тополина               | вулиця   | [ 5 ]                          | Соколова Гора                    | вулиця Фрунзе |          |
| 1-й Транзитний         | провулок | [ 2 ]                          | Смоківка — Мар'янівка            | |          |
| 2-й Транзитний         | провулок | [ 2 ]                          | Смоківка — Мар'янівка            | |          |
| 3-й Транзитний         | провулок | [ 2 ]                          | Смоківка — Мар'янівка            | |          |
| 4-й Транзитний         | провулок | [ 2 ]                          | Смоківка — Мар'янівка            | |          |
| 5-й Транзитний         | провулок | [ 2 ]                          | Смоківка — Мар'янівка            | |          |
| 6-й Транзитний         | провулок | [ 2 ]                          | Смоківка — Мар'янівка            | |          |
| 7-й Транзитний         | провулок | [ 2 ]                          | Смоківка — Мар'янівка            | |          |
| Транспортна            | вулиця   | [ 2 ]                          | Привокзальний                    | |          |
| Трипільська            | вулиця   | [ 18 ]                         | Центр — Охрімова Гора            | Верхня вулиця, вулиця Професора Вовка (назва не закріпилася), вулиця Коста, вулиця 8 Березня, вулиця Августа Ілінського (назва проєктна) |          |
| Троковицький           | провулок | [ 2 ]                          | Видумка — Соколова Гора          | |          |
| Троковицький           | проїзд   | [ 2 ]                          | Видумка                          | |          |
| Троянівська            | вулиця   | [ 5 ]                          | Центр — Поділ, Мальованка        | вулиця Якіра |          |
| Троянівський           | провулок | [ 2 ]                          | Мальованка — Закам'янка          | |          |
| Академіка Тутковського | проїзд   | [ 2 ]                          | Привокзальний                    | 3-й Радянський провулок, вулиця Брюса Лі                                                                                                 |          |
| Юрка Тютюнника         | вулиця   | [ 5 ]                          | Центр, Сінний Ринок              | Олександрівська (Алєксандровська) вулиця, вулиця Коденка, вулиця Марка Вовчка (назва не закріпилася), вулиця Войкова                     |          |
| Тютюновий              | провулок | [ 2 ]                          | Центр                            | |          |

### У
| Назва           | Тип      | Документ, що підтверджує назву | Місцевість                  | Колишні назви                                                              | Примітки |
| --------------- | -------- | ------------------------------ | --------------------------- | -------------------------------------------------------------------------- | -------- |
| Лесі Українки   | вулиця   | [ 2 ]                          | Рудня, Центр — Сінний Ринок | Прохорівська вулиця, провулок Лесі Українки                                |          |
| Університетська | вулиця   | [ 19 ]                         | Центр                       | Новожандармська вулиця, Пушкінська вулиця                                  |          |
| Урожайний       | провулок | [ 2 ]                          | Путятинка                   |                                                                            |          |
| Успенський      | провулок | [ 18 ]                         | Охрімова гора               | Успенська вулиця, вулиця імені Коста, проїзд 8 Березня, провулок 8 Березня |          |
| Учнівська       | алея     | [ 2 ]                          |                             |                                                                            |          |

### Ф
| Назва                        | Тип      | Документ, що підтверджує назву | Місцевість    | Колишні назви                                                 | Примітки |
| ---------------------------- | -------- | ------------------------------ | ------------- | ------------------------------------------------------------- | -------- |
| 1-й Фабричний                | провулок | [ 2 ]                          |               |                                                               |          |
| 2-й Фабричний                | провулок | [ 2 ]                          |               |                                                               |          |
| Фастівська                   | вулиця   | [ 2 ]                          |               |                                                               |          |
| Святого Зигмунта Фелінського | вулиця   | [ 5 ]                          |               | провулок Люби Шевцової, вулиця Героїв Базару (назва проєктна) |          |
| Фещенка-Чопівського          | вулиця   | [ 2 ]                          | Центр         | вулиця Паризької Комуни, тупик Паризької Комуни (частина)     |          |
| Фізкультурна                 | вулиця   | [ 2 ]                          | Соколова Гора |                                                               |          |
| Фізкультурний                | провулок | [ 2 ]                          | Путятинка     |                                                               |          |
| Івана Франка                 | вулиця   | [ 2 ]                          | Центр         | Гімназична вулиця, Гімназіальна вулиця                        |          |
| Фруктова                     | вулиця   | [ 2 ]                          | Завокзальний  |                                                               |          |
| 1-й Фруктовий                | провулок | [ 2 ]                          | Завокзальний  |                                                               |          |
| 2-й Фруктовий                | провулок | [ 2 ]                          | Завокзальний  |                                                               |          |
| 3-й Фруктовий                | провулок | [ 2 ]                          | Завокзальний  |                                                               |          |
| 4-й Фруктовий                | провулок | [ 2 ]                          | Завокзальний  |                                                               |          |
| 5-й Фруктовий                | провулок | [ 2 ]                          | Завокзальний  |                                                               |          |

### Х
| Назва                 | Тип      | Документ, що підтверджує назву | Місцевість            | Колишні назви                                                                                               | Примітки |
| --------------------- | -------- | ------------------------------ | --------------------- | --- | -------- |
| 1-й Хвойний           | провулок | [ 2 ]                          | Богунія               | |          |
| 2-й Хвойний           | провулок | [ 2 ]                          | Богунія               | |          |
| Хитрий Ринок          | провулок | [ 10 ]                         |                       | |          |
| Хіміків               | вулиця   | [ 2 ]                          | Смоківка — Мар'янівка | |          |
| Хінчанський           | проїзд   | [ 2 ]                          |                       | |          |
| Хлібна                | вулиця   | [ 2 ]                          | Центр, Сінний Ринок   | |          |
| 1-й Хлібний           | провулок | [ 2 ]                          | Центр                 | |          |
| Богдана Хмельницького | вулиця   | [ 2 ]                          | Крошня                | |          |
| 1-й Хмельовий         | провулок | [ 10 ]                         |                       | Хмельовий провулок, Хмельовий проїзд, 1-й Хмільовий провулок                                                |          |
| 2-й Хмельовий         | провулок | [ 2 ]                          |                       | Римо-Католицький Кладбищенський провулок, Кладбищенський (Кладовищенський) провулок, 2-й Хмільовий провулок |          |
| Холодильний           | проїзд   | [ 2 ]                          | Смолянка              | Скотопрогінний шлях, Смолянський провулок                                                                   |          |

### Ц
| Назва         | Тип      | Документ, що підтверджує назву | Місцевість | Колишні назви | Примітки |
| ------------- | -------- | ------------------------------ | ---------- | ------------- | -------- |
| Цегляна       | вулиця   | [ 2 ]                          |            |               |          |
| Цегляний      | провулок | [ 2 ]                          | Путятинка  |               |          |
| Цілинний      | провулок | [ 2 ]                          | Богунія    |               |          |
| Ціолковського | вулиця   | [ 2 ]                          |            |               |          |
| Цюрупи        | вулиця   | [ 2 ]                          |            |               |          |

### Ч
| Назва             | Тип      | Документ, що підтверджує назву | Місцевість               | Колишні назви | Примітки |
| ----------------- | -------- | ------------------------------ | ------------------------ | --- | -------- |
| Червоний          | провулок | [ 2 ]                          |                          | |          |
| Червоного Хреста  | вулиця   | [ 2 ]                          | Центр                    | |          |
| Черняхівський     | провулок | [ 5 ]                          | Північний                | провулок Ватутіна |          |
| Чеська            | вулиця   | [ 2 ]                          |                          | |          |
| Чеська Крошня     | вулиця   | [ 5 ]                          | Крошня                   | Заводська вулиця, вулиця Косіора |          |
| Миколи Чечеля     | провулок | [ 5 ]                          | Мальованка               | 8-й Піонерський провулок |          |
| Чистий            | провулок | [ 2 ]                          | Центр                    | |          |
| Чорновола         | вулиця   | [ 2 ]                          | Центр                    | вулиця Чернишевського |          |
| Павла Чубинського | провулок | [ 15 ]                         | Путятинка                | 5-й Першотравневий провулок |          |
| Чуднівська        | вулиця   | [ 5 ]                          | Павликівка, Корбутівка   | Андріївська вулиця, вулиця Залізняка (назва не закріпилася), вулиця Військових Таборів, вулиця Хутір Корбутівка (частина), вулиця Черняховського |          |
| Чуднівське        | шосе     | [ 2 ]                          |                          | |          |
| 2-й Чуднівський   | провулок | [ 2 ]                          | Центр                    | Рибацька вулиця, Чуднівський спуск, вулиця Набережна річки Кам'янки                                                                              |          |
| 3-й Чуднівський   | провулок | [ 2 ]                          | Центр                    | дорога на Сінгури, Шумна вулиця, Чуднівська вулиця, Велика Чуднівська вулиця, Набережна вулиця, 2-а набережна річки Тетерів                      |          |
| 4-й Чуднівський   | провулок | [ 2 ]                          | Центр                    | Рибацька вулиця, Чуднівський спуск, вулиця Набережна річки Кам'янки, Андріївська вулиця (частина), вулиця Набережна річки Тетерів                |          |
| Чумацький Шлях    | вулиця   | [ 2 ]                          | Корбутівка — Стара Рудня | Шпаків шлях, провулок Котелянського, провулок Боженка, 1-й провулок Боженка                                                                      |          |

### Ш
| Назва                          | Тип      | Документ, що підтверджує назву | Місцевість                      | Колишні назви                                                           | Примітки |
| ------------------------------ | -------- | ------------------------------ | ------------------------------- | ----------------------------------------------------------------------- | -------- |
| Швейний                        | провулок | [ 2 ]                          | Соколова Гора                   |                                                                         |          |
| Шевченка                       | вулиця   | [ 2 ]                          | Центр, Путятинка, Привокзальний | Монастирська вулиця                                                     |          |
| 1-й Шевченківський             | провулок | [ 2 ]                          | Путятинка                       |                                                                         |          |
| 2-й Шевченківський             | провулок | [ 2 ]                          | Путятинка                       | провулок Євгена Концевича (назва проєктна)                              |          |
| 3-й Шевченківський             | провулок | [ 2 ]                          | Путятинка                       |                                                                         |          |
| Митрополита Андрея Шептицького | вулиця   | [ 5 ]                          | Богунія                         | Червоноармійська вулиця, вулиця Січових Стрільців (назва проєктна)      |          |
| Шкільний                       | бульвар  | [ 2 ]                          | Видумка — Соколова Гора         |                                                                         |          |
| Шкільний                       | провулок | [ 2 ]                          |                                 |                                                                         |          |
| Віктора Шкуринського           | провулок | [ 4 ]                          |                                 | провулок Туркенича                                                      |          |
| Шлях до греблі                 | проїзд   | [ 10 ]                         | Видумка — Соколова Гора         |                                                                         |          |
| Шляхетна                       | вулиця   | [ 19 ]                         | Центр — Петровська Гора         | Банна вулиця, вулиця Олеся (назва не закріпилася), Лермонтовська вулиця |          |
| Шодуарівський                  | провулок | [ 2 ]                          | Центр — Петровська Гора         |                                                                         |          |
| Шолом-Алейхема                 | вулиця   | [ 2 ]                          | Центр — Замкова Гора            |                                                                         |          |
| Шосейний                       | провулок | [ 2 ]                          |                                 |                                                                         |          |
| Шпаковська                     | вулиця   | [ 18 ]                         | Корбутівка                      | провулок Цюрупи                                                         |          |
| Шпаковський                    | проїзд   | [ 5 ]                          | Корбутівка                      | проїзд Цюрупи                                                           |          |
| Шумський                       | провулок | [ 2 ]                          | Стара Рудня                     |                                                                         |          |
| Романа Шухевича                | вулиця   | [ 5 ]                          | Богунія                         | Санаторна вулиця, вулиця Сабурова                                       |          |

### Я
| Назва     | Тип      | Документ, що підтверджує назву | Місцевість              | Колишні назви | Примітки |
| --------- | -------- | ------------------------------ | ----------------------- | ------------- | -------- |
| Яблунева  | вулиця   | [ 2 ]                          |                         |               |          |
| Якубця    | провулок | [ 2 ]                          | Мальованка — Закам'янка |               |          |
| Ялинкова  | вулиця   | [ 2 ]                          |                         |               |          |
| Яроцького | провулок | [ 2 ]                          | Видумка — Соколова Гора |               |          |
| Ясеневий  | провулок | [ 2 ]                          | Мальованка              |               |          |
| Ясний     | провулок | [ 2 ]                          | Путятинка               |               |          |

## Мости

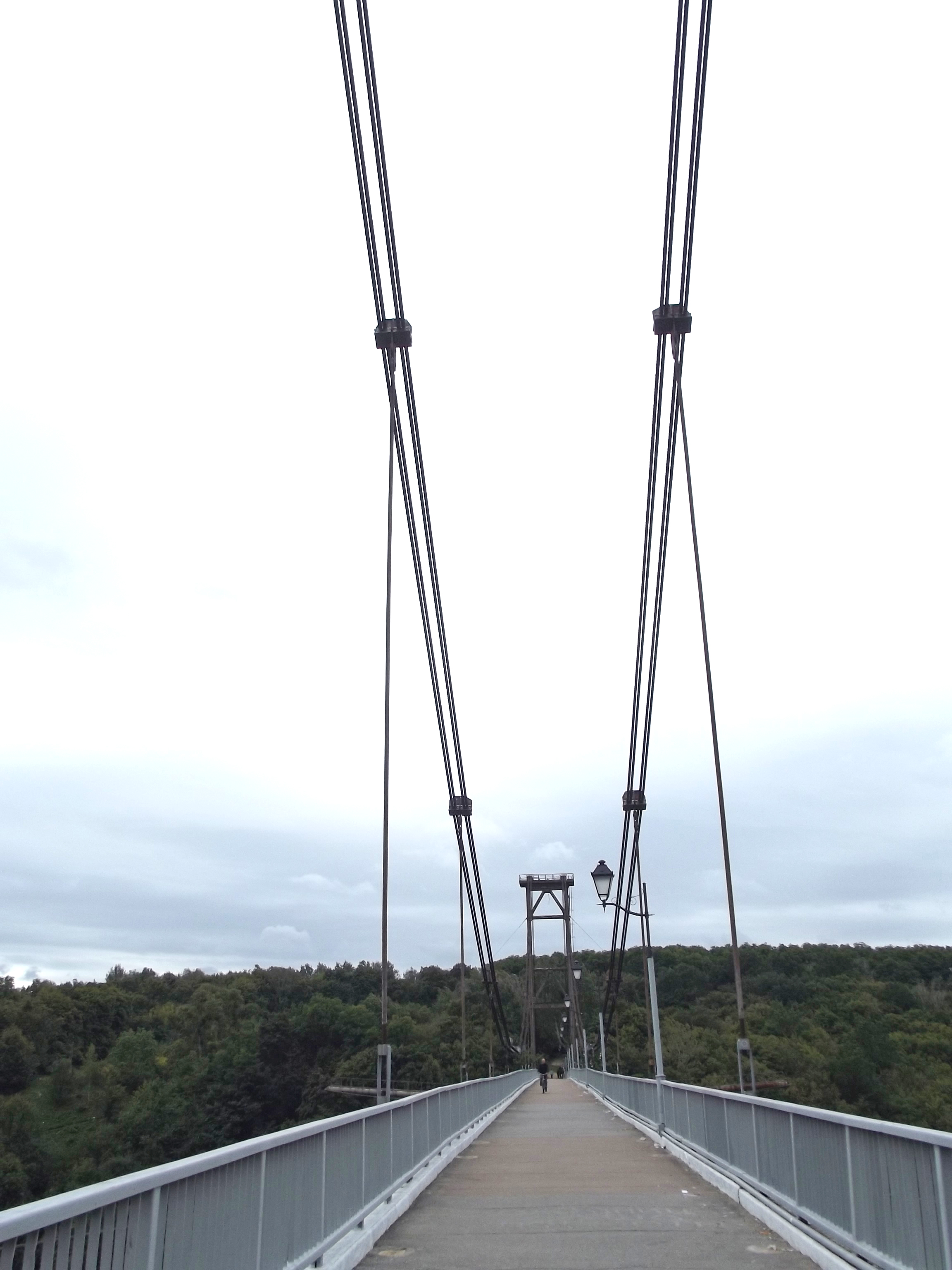
Пішохідний міст у парку Гагаріна

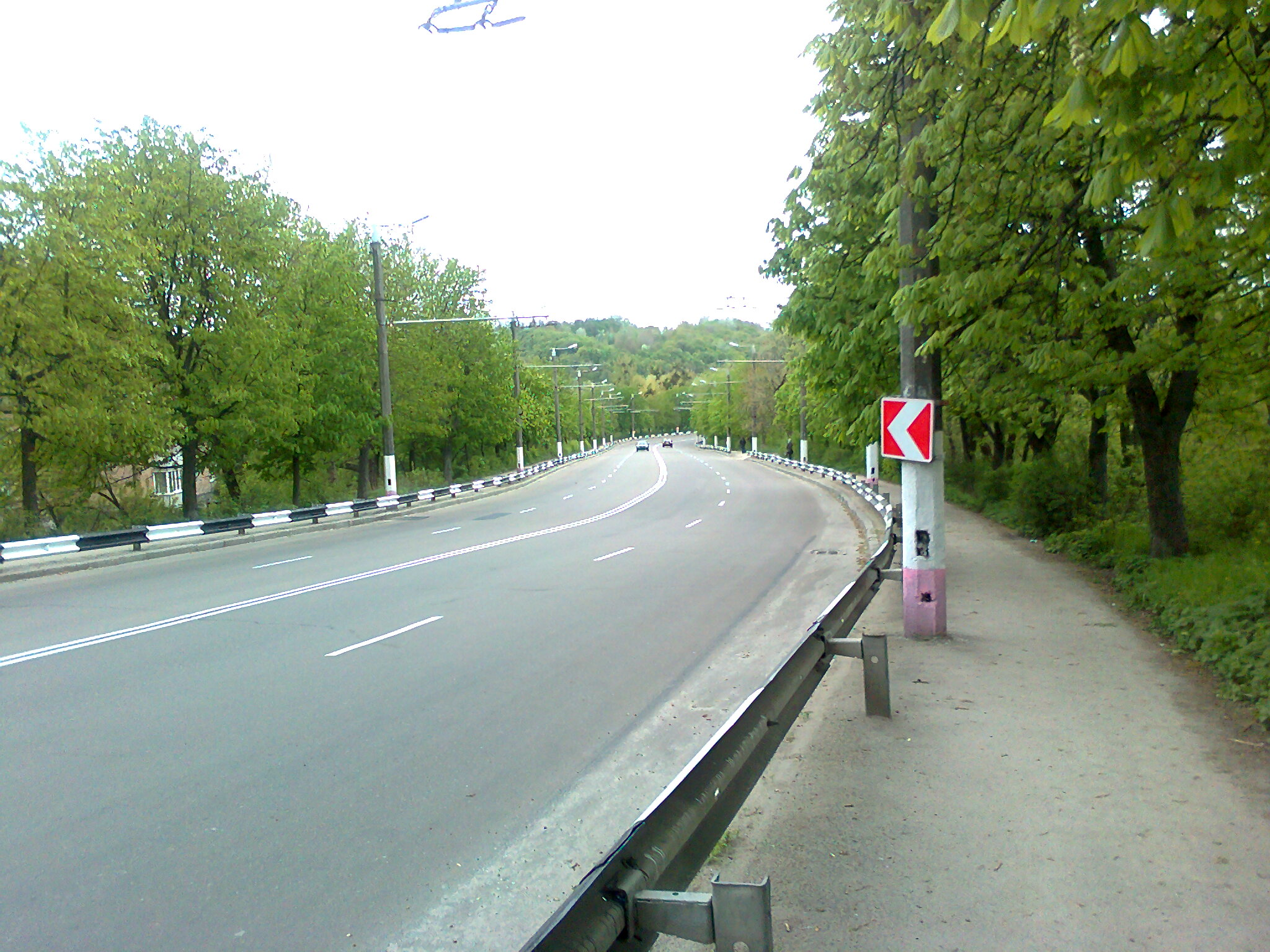
Чуднівський міст

- Бердичівський міст
- Богунський міст
- Київський міст
- Лісовий міст
- пішохідний міст
- Подільський міст
- Руднянський міст
- Соколовський міст
- Хінчанський міст
- Чуднівський міст